# Guatemala
Guatemala vagy hivatalosan a Guatemalai Köztársaság (spanyol: República de Guatemala) egy közép-amerikai ország. Északról és nyugatról Mexikó, északkeletről Belize és a Karib-tenger, keletről Honduras, délkeletről Salvador és délről a Csendes-óceán határolja.
A maja civilizáció területét, amely Mezo-Amerikára terjedt ki, a 16. században a spanyolok hódították meg, és létrehozták az Új-Spanyolországnak nevezett alkirályságot. Guatemala 1821-ben nyerte el függetlenségét Spanyolországtól és Mexikótól. A 19. század közepétől  instabilitástól, polgári viszályoktól és diktatúráktól szenvedett. 
1960 és 1996 között véres polgárháború zajlott az Egyesült Államok által támogatott kormány és a lázadók között.
A 21. században továbbra is instabilitással, magas szegénységi és bűnözési aránnyal, drogkartellekkel küzd. Az egyenlőtlenség kiemelkedő Latin-Amerikában és – Afrikától eltekintve – globális szinten is.
Felszínének jelentős részét a Kordillerák magas, vulkánokkal tűzdelt hegyláncai uralják, amelyhez délen – szavannával fedett, keskeny – parti síkság, északon – trópusi őserdő borította – táblás vidék kapcsolódik.

## Etimológia
Indián eredetű neve nem egyértelműen tisztázott. Egyesek szerint „farakások helye”, mások szerint „tűzokádó hegy” a jelentése.

## Földrajz

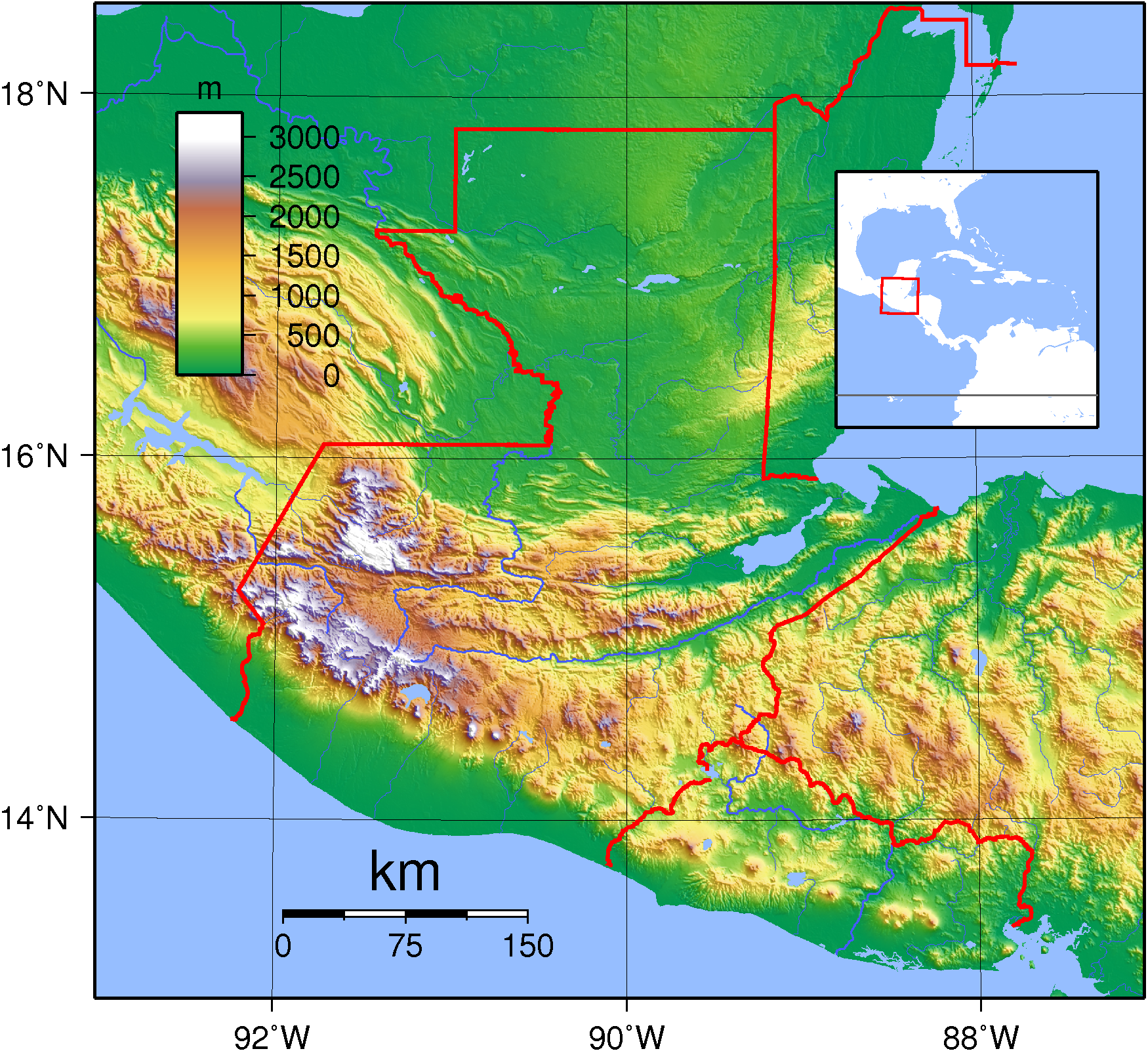
Domborzati térképe
Éghajlati térképe (angol)
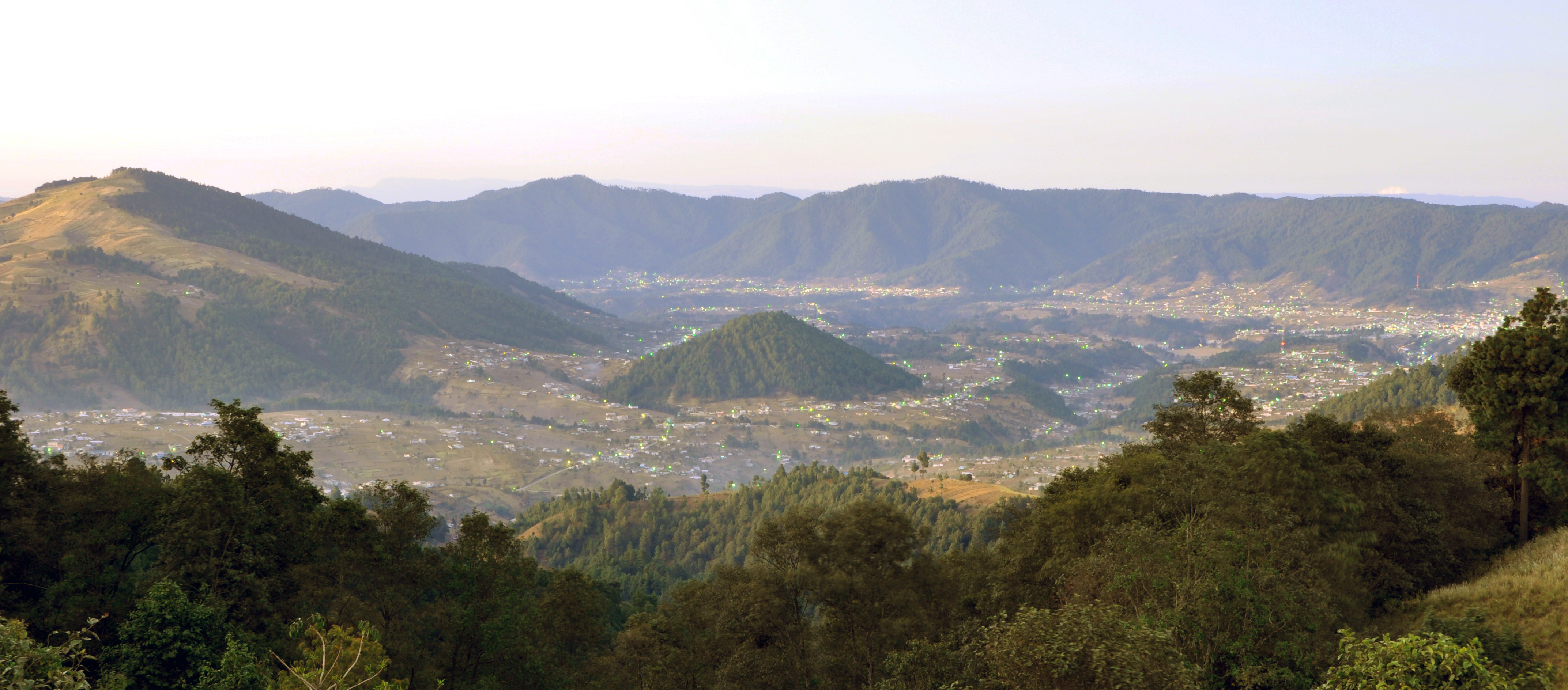
Tájkép Totonicapán környékén
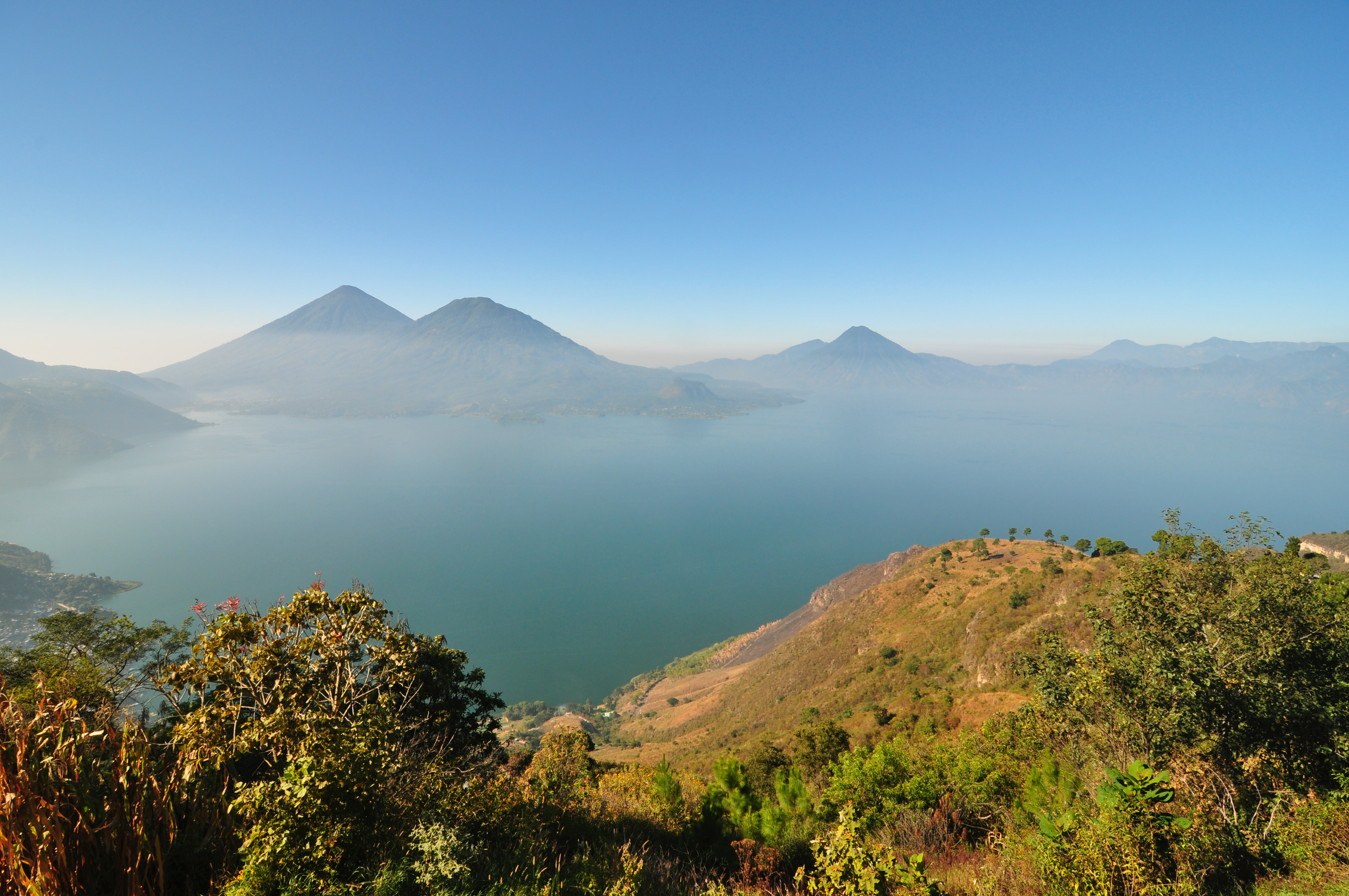
Az Atitlán-tó
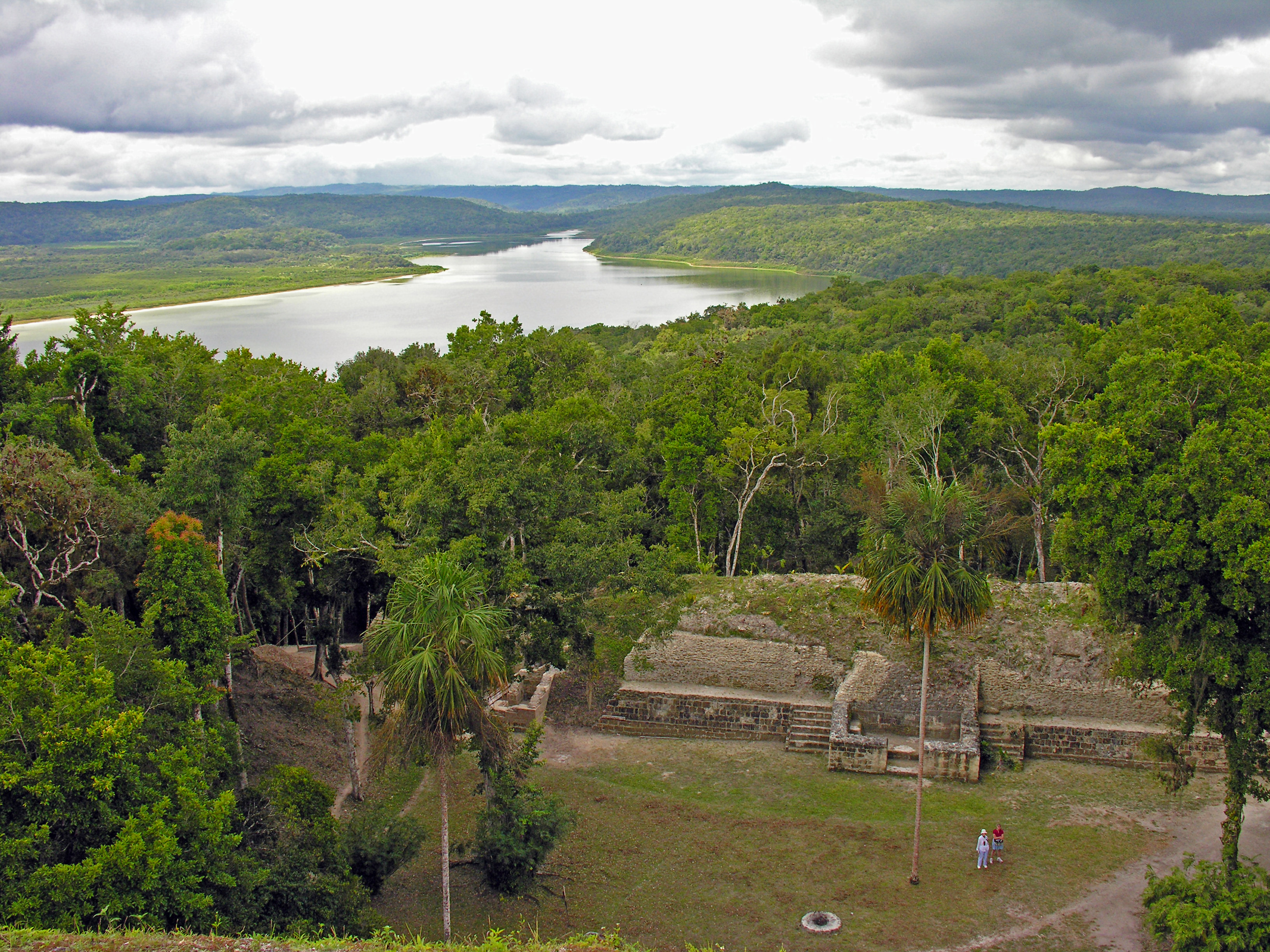
Tájkép Tikal mellett

### Fekvése, határai
Északról és nyugatról Mexikó, délnyugatról a Csendes-óceán, északkeletről Belize, keletről a Karib-tenger és Honduras, délkeletről Salvador határolja.

### Domborzata
A közép-amerikai földhíd északi részén fekvő ország északi része sík- és dombvidék, amelynek keleti részéből emelkedik ki a Maja-hegység. Ettől délre a Kordillerák vonulatai és a közéjük zárt medencék következnek. A Vulkáni-kordillera tűzhányókúpjai közt emelkedik Közép-Amerika legmagasabb csúcsa, a Tajumulco (4220 méter). A részben még ma is aktív vulkánoktól délre 30–70 km szélességben húzódik a Csendes-óceánt követő parti síkság.

### Vízrajza
A Csendes-óceánba rövid, sekély folyók ömlenek. A Karib-tengerbe és a Mexikói-öbölbe ömlő folyók hosszabbak, mélyebbek. Jelentősebbek: Río Polochic, az Izabal-tó vizét levezető Río Dulce, Río Motagua, Sarstún, Belize felé a határfolyó, Río Usumacinta, a határfolyó Mexikó felé.

### Éghajlata
Bár a forró égövben helyezkedik el, klímáját a nagy magasság és a hegykoszorú kellemessé, szubtrópusivá enyhíti a sűrűn lakott területeken. Az évi 18 Celsius-fokos középhőmérséklet mellett a legmelegebb hónap a május, 19,6 Celsius-fokos átlaghőmérsékletével. A leghűvösebb a január, átlag 16,3 Celsius-fokos átlaghőmérsékletével. A két adat alig tér el egymástól. A kellemesen meleg nappalok és az enyhülést nyújtó éjszakák közötti különbség az évszaktól függően 10–13 Celsius-fok.
A nyári esős és a téli száraz évszak az esőzések intenzitása alapján különül el egymástól, mivel a csapadék 90 százaléka a májustól októberig tartó nyári időszakban hull le. A havazás rendkívül ritka Guatemalában: átlagosan több évente egyszer fordul csak elő, és akkor is csak a legmagasabb hegyek tetején.

### Élővilág, természetvédelem
Guatemalának jellegzetes állatvilága van. 1246 fajt tartanak számon. Ennek 6,7%-a endemikus. 8,1%-a veszélyeztetett.
Értékes fafajok:
- Ceiba-fa (más nevein: kapok- vagy gyapotfa, Ceiba pentandra) ez egy majomkenyérfa-féle, a maják szent fája.
- Mahagóni (Swietenia macrophylla)
- Trópusi cédrus

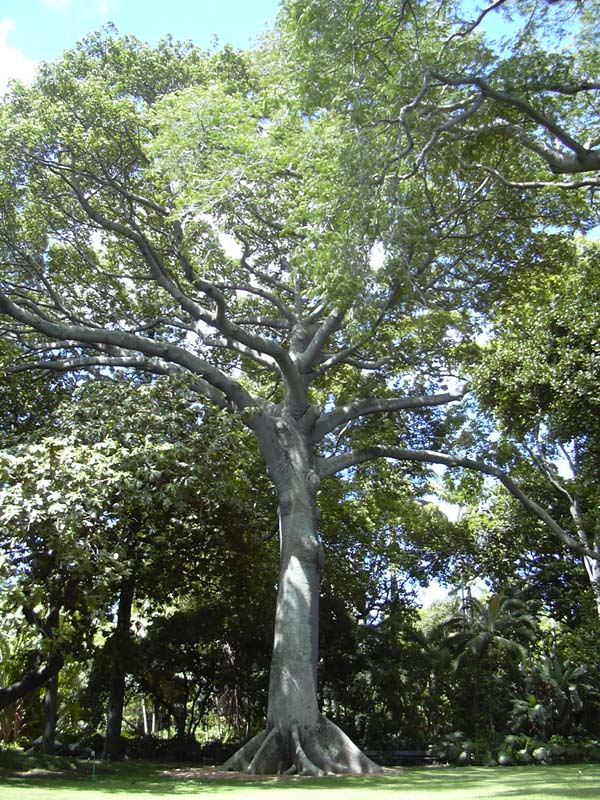
Gyapotfa, az ország egyik nemzeti szimbóluma
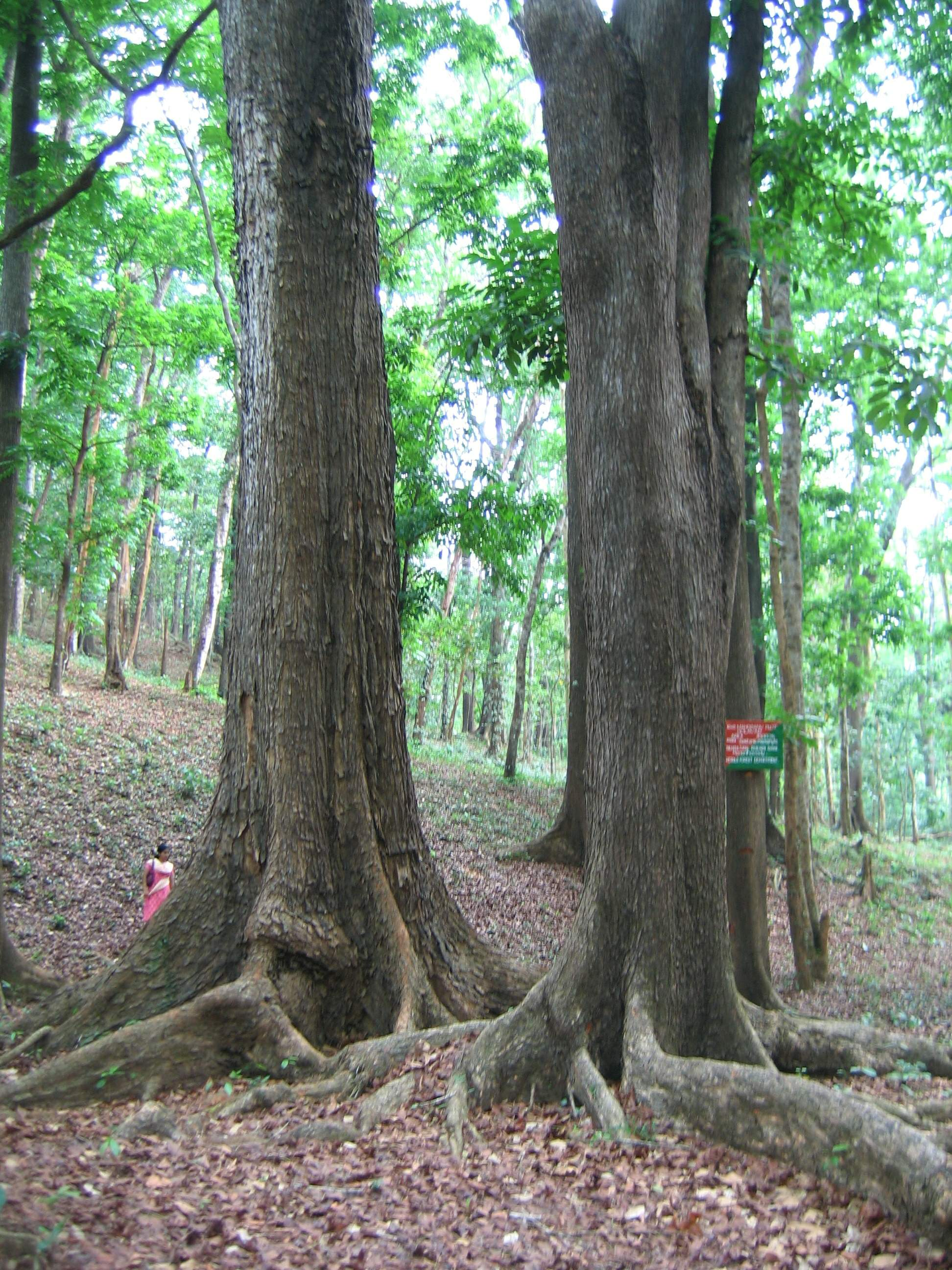
Mahagóni
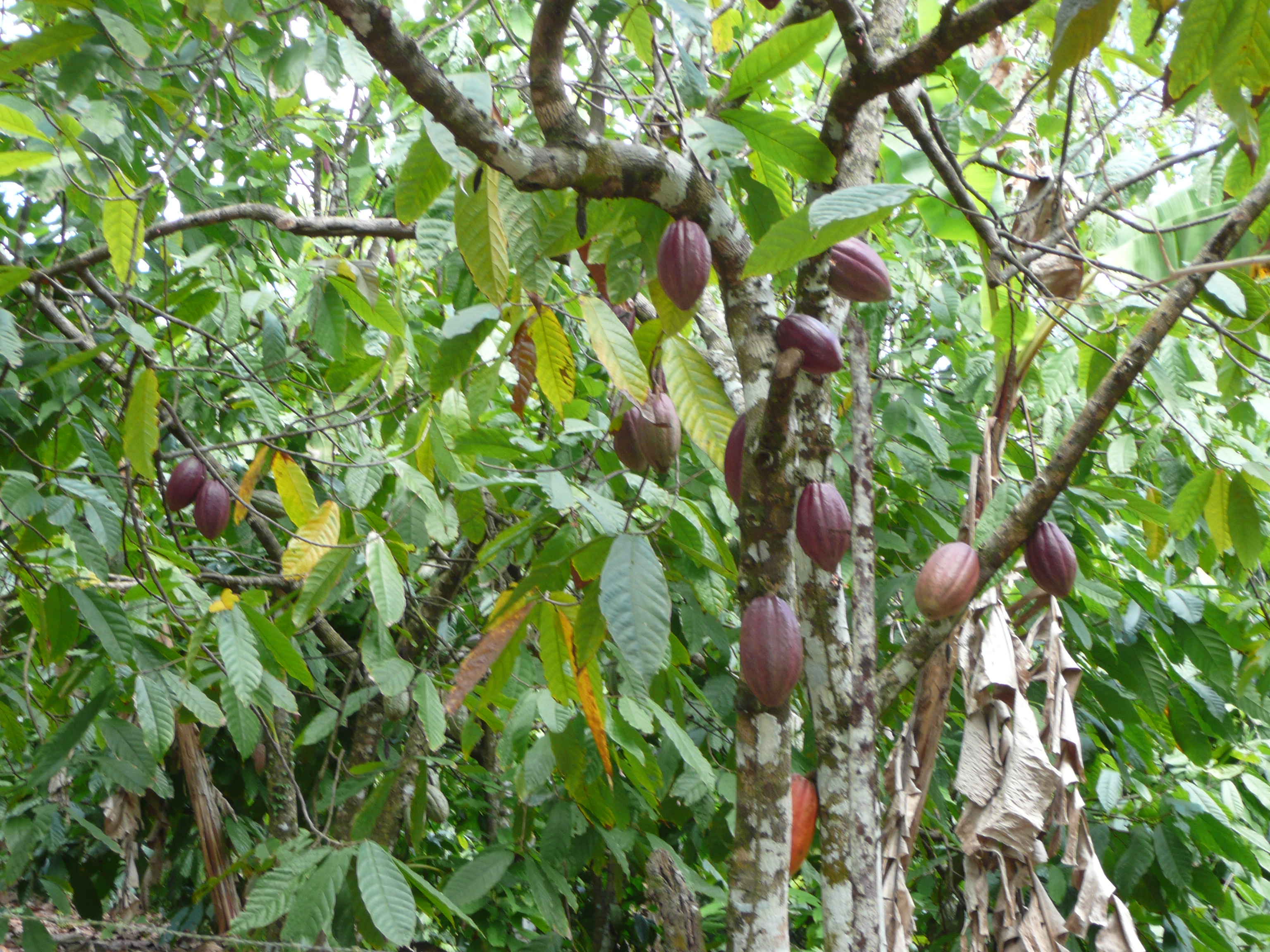
Kakaófa a gyümölcseivel
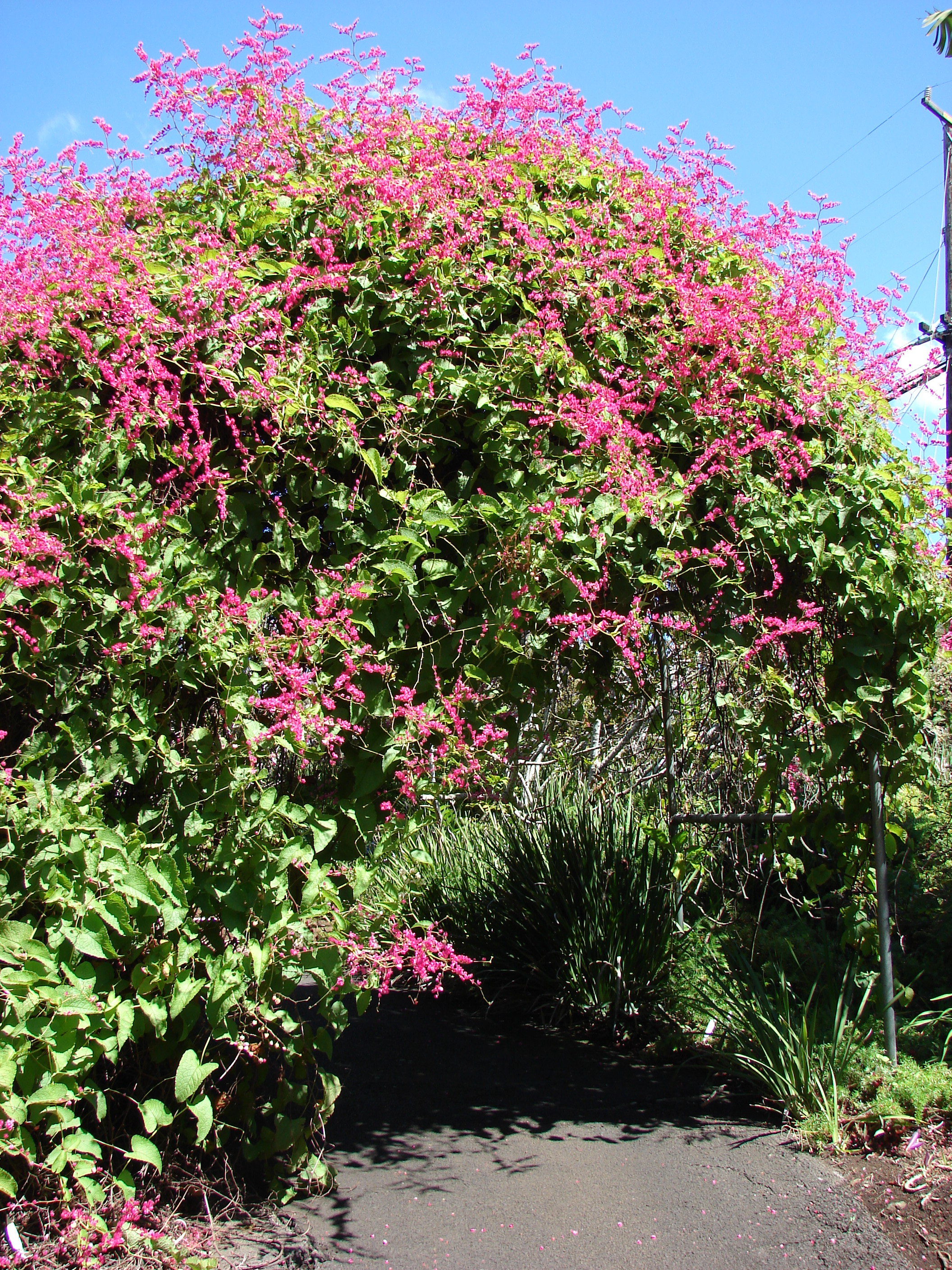
Korall-lián
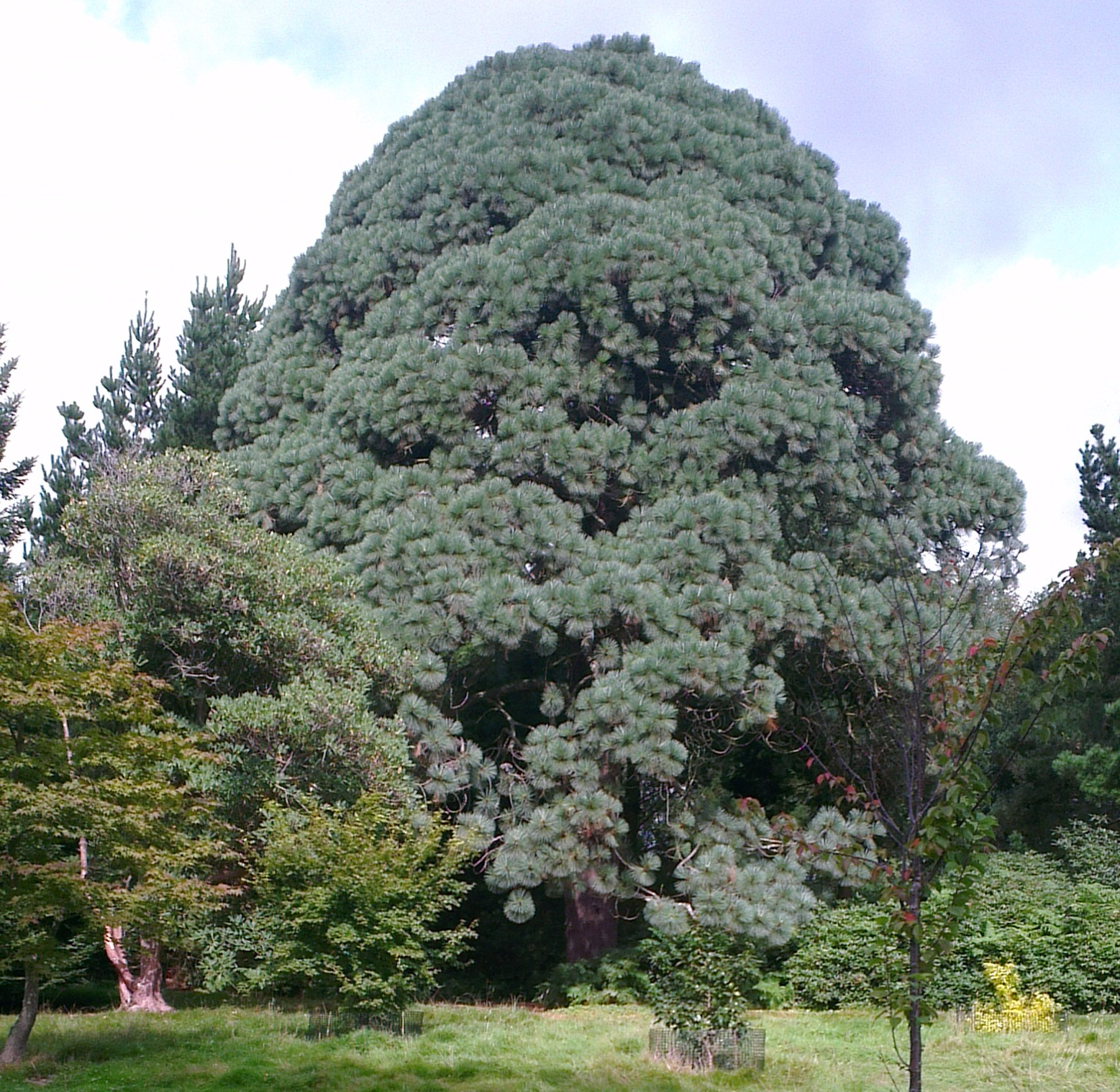
Montezuma-fenyő
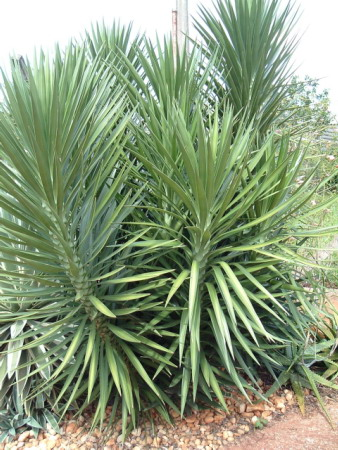
Guatemalai pálmaliliom
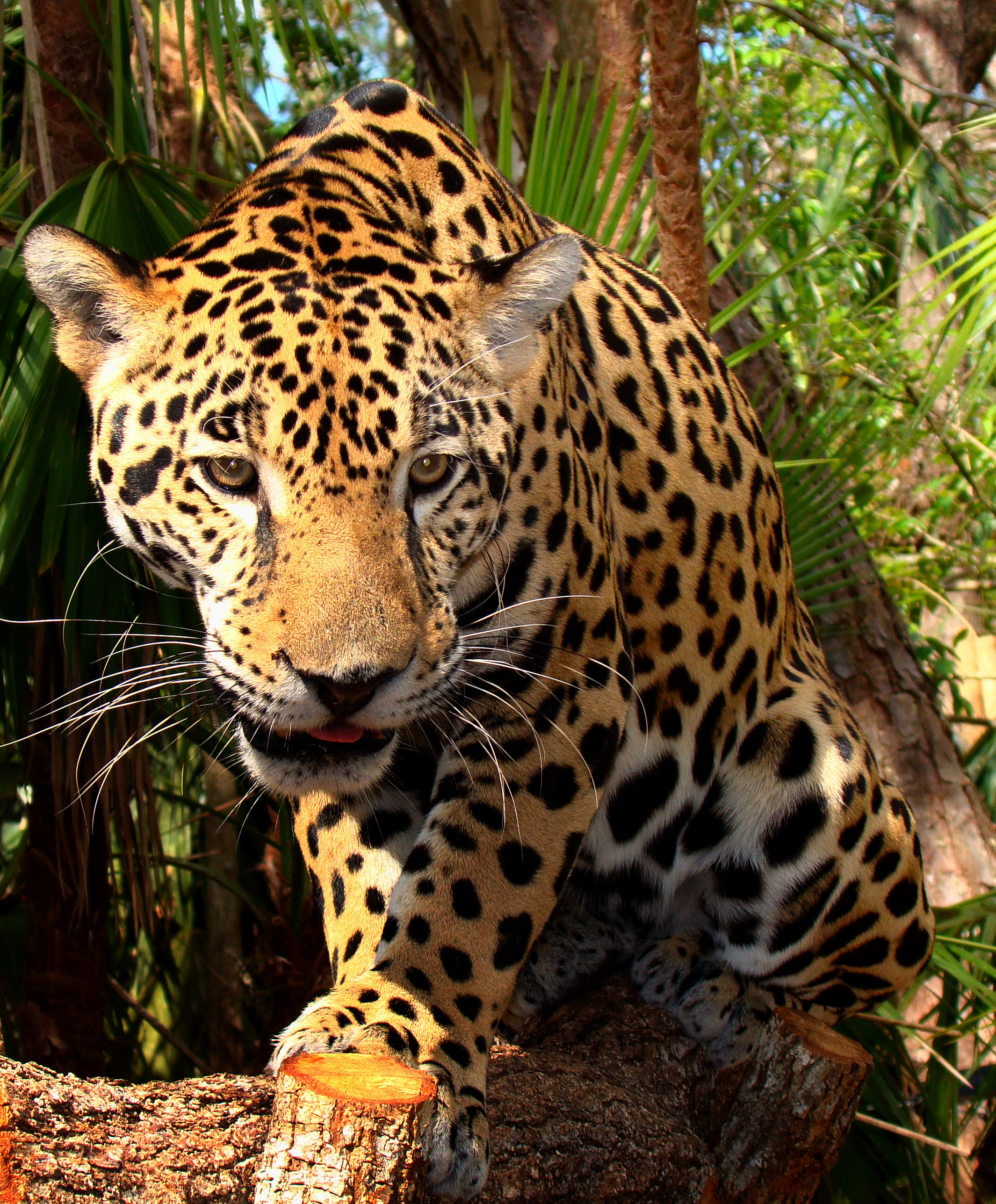
Jaguár
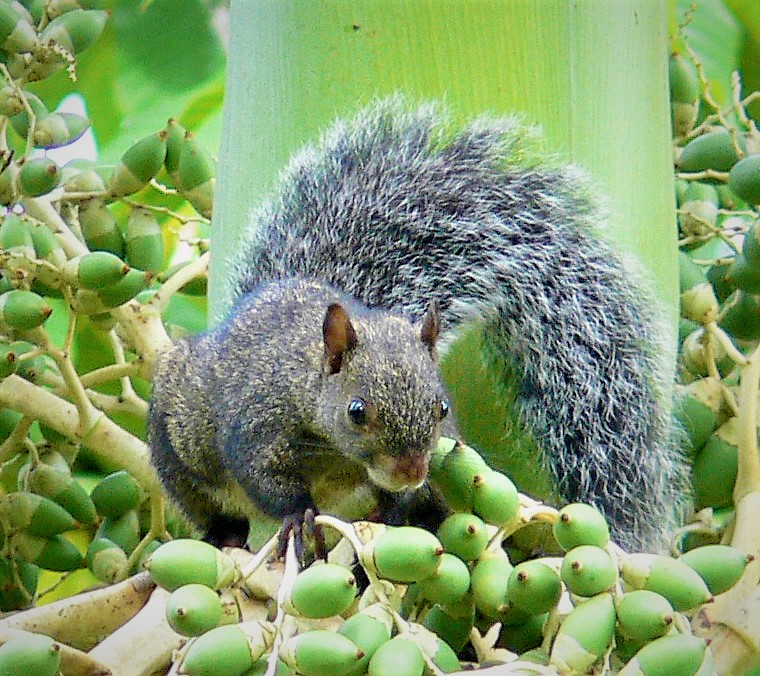
Maja erdeimókus
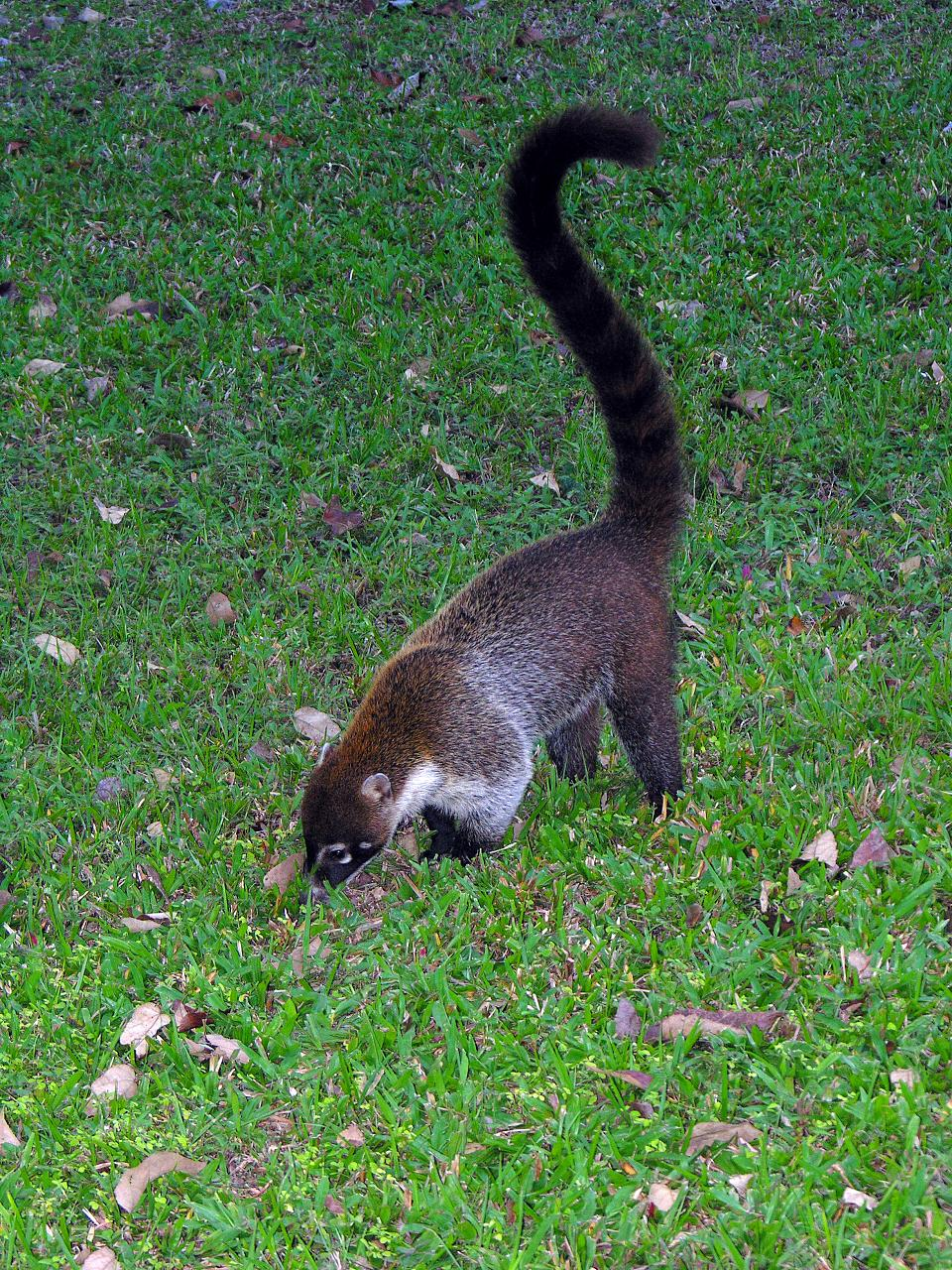
Fehérorrú koati
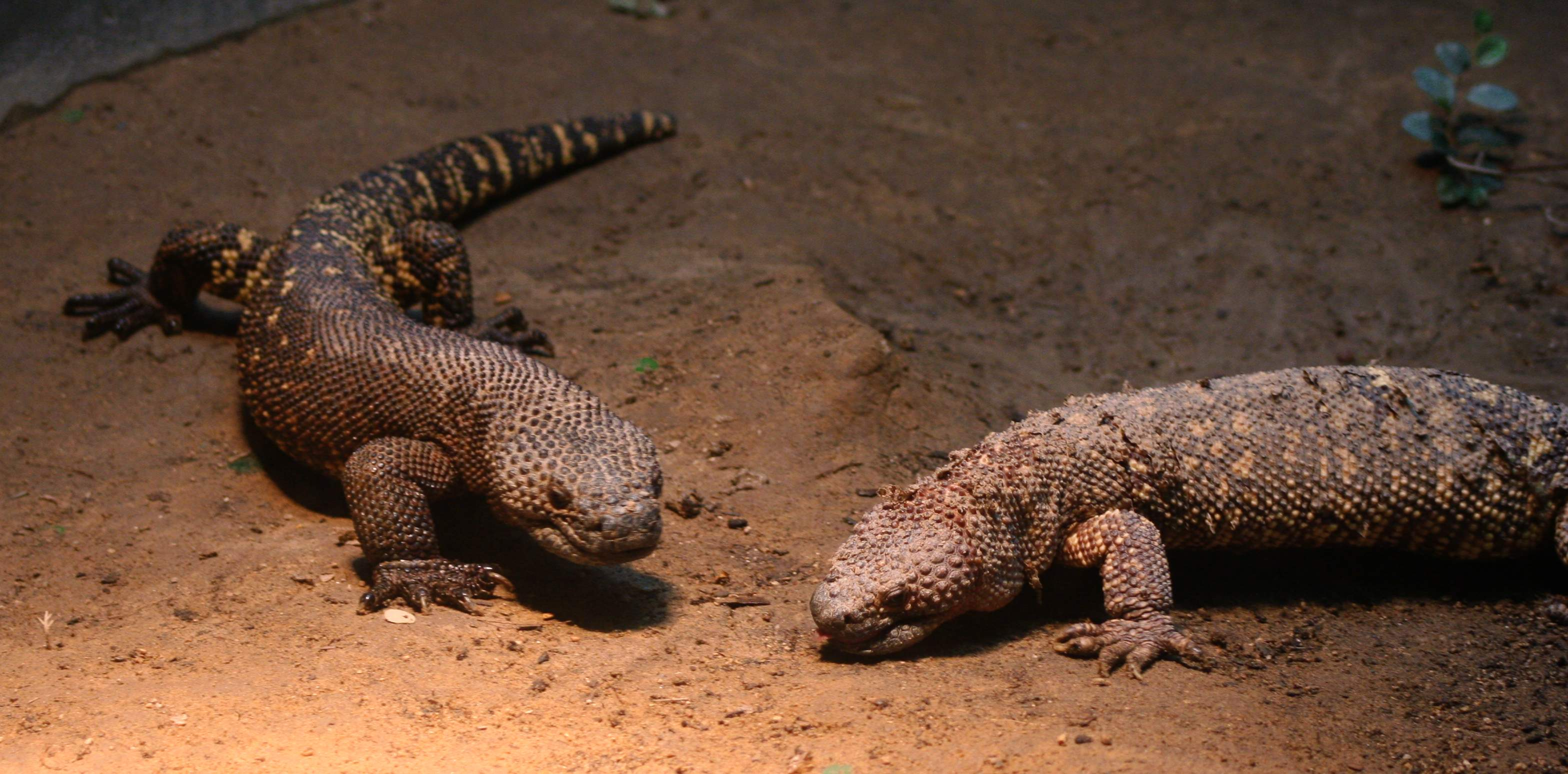
Mexikói viperagyík
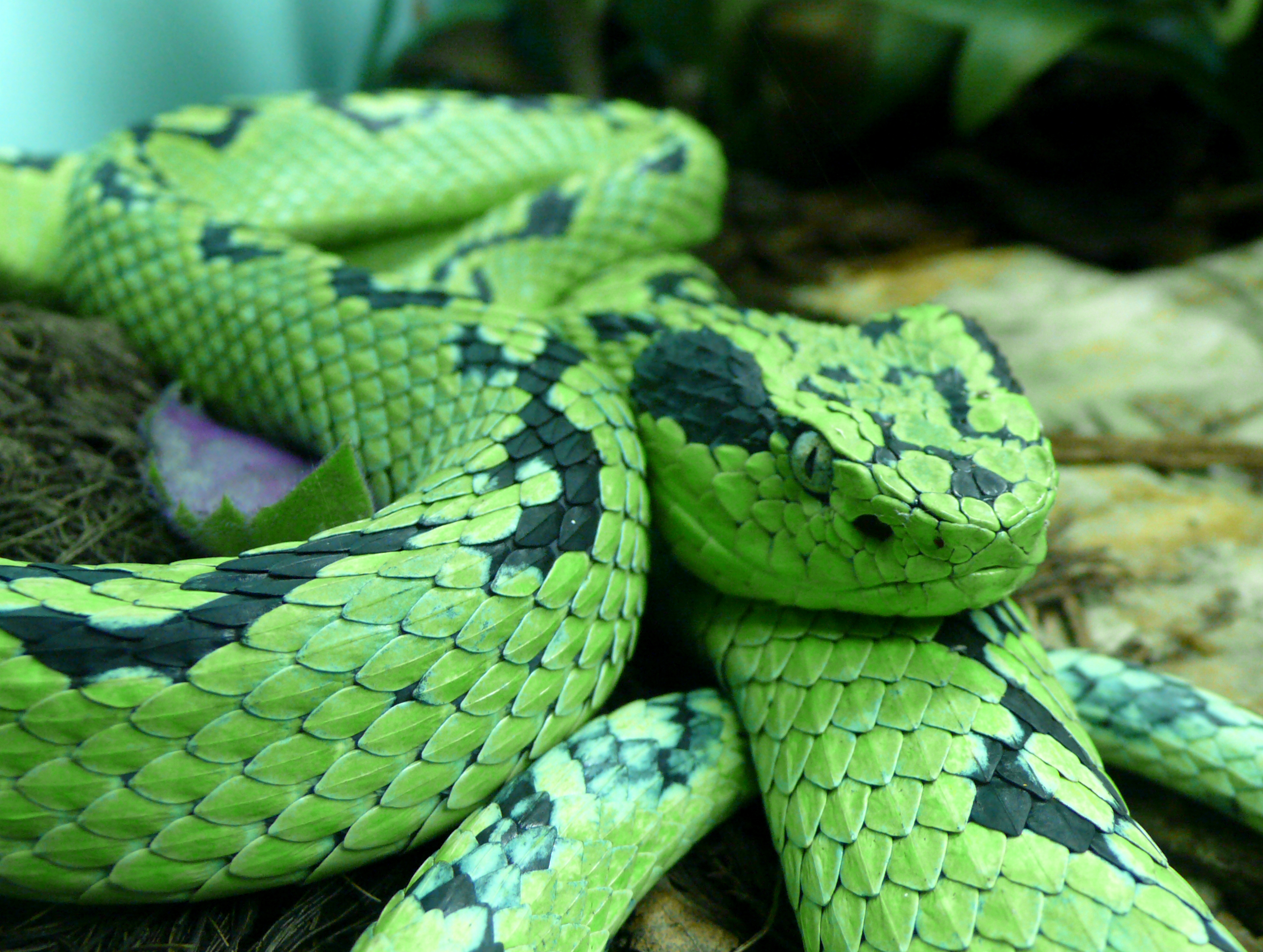
Guatemalai pálmavipera

### Nemzeti parkjai
Guatemala területének 5,4%-a védett. Legmagasabb szintű védelemben a 19 nemzeti park részesül.

### Természeti világörökségei
- Tikal Nemzeti Park - A maja civilizáció egyik legnagyobb városa volt. Neve az UNESCO világörökségi listáján is szerepel. Természeti környezete miatt a természeti világörökségnek is része.

## Történelme
Az ország a hajdani Maja Birodalom központja volt. A maja kultúra 300 és 900 között élte virágkorát.

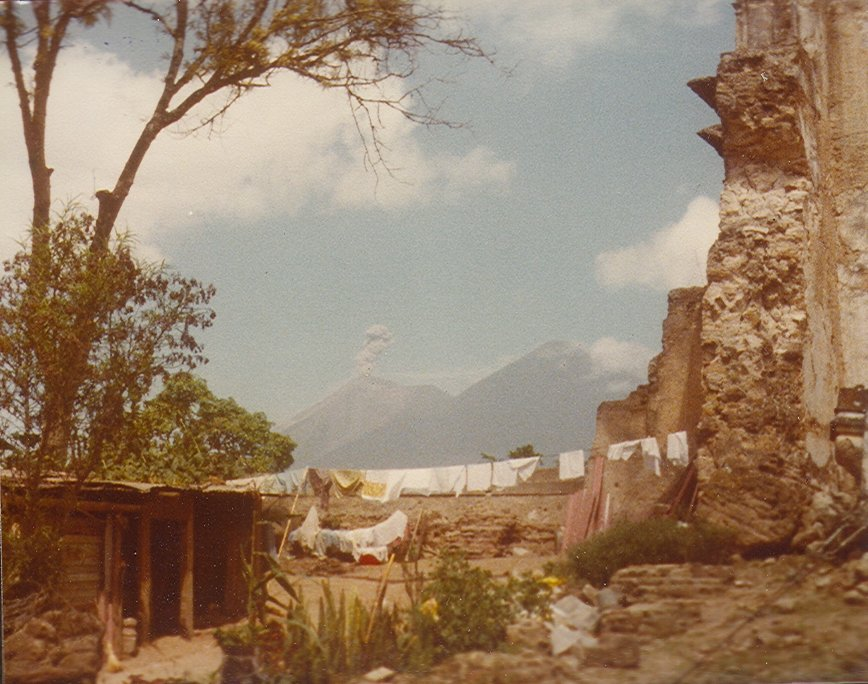
Antigua, a régi elhagyott főváros romjai, háttérben egy pipáló vulkánnal

A spanyolok 1523-ban Mexikó felől törtek be ide. Guatemala 1524-től mintegy 300 éven át a közép-amerikai spanyol gyarmatok egyfajta közigazgatási központja volt.
Az ország első spanyol települését, amely a Guatemala nevet viselte, Pedro de Alvarado alapította 1527-ben az Agua és a Fuego vulkán között, a Guacalate folyó völgyében. 1541-ben a várost földrengés és az Agua vulkánról kiinduló iszapár pusztította el. Az új főváros ettől a helytől néhány km-rel északabbra 1543 és 1773 között épült föl. 1773-ban azonban egy hatalmas erősségű földrengéssorozat csaknem a földdel tette egyenlővé. A romba dőlt város, a mai Antigua Guatemala többé nem nyerte vissza korábbi jelentőségét. Történelmi emlékhely, idegenforgalmi nevezetesség lett belőle.
A mai Guatemalaváros építését 1776-ban III. Károly spanyol király kezdeményezte. Az új város az előző fővárostól és a veszélyes Agua vulkántól 50 km-re keletre épült fel.
Az ország függetlenségét 1821. szeptember 15-én kiáltották ki. Utána szövetségre lépett a többi közép-amerikai országgal, és 1823-ban megalapították a Közép-amerikai Egyesült Tartományokat. Ennek szétesése után lett független köztársaság 1839-ben. Az országot hosszú időn keresztül katonák kormányozták, gyakoriak voltak a katonai puccsok. Első civil kormánya, 36 évi polgárháborút és néhány katonai kormányt követően, 1986-ban alakult meg. A szemben álló felek csak 1996-ban kötöttek békét. A polgárháborúnak 150 000 halálos áldozata volt.

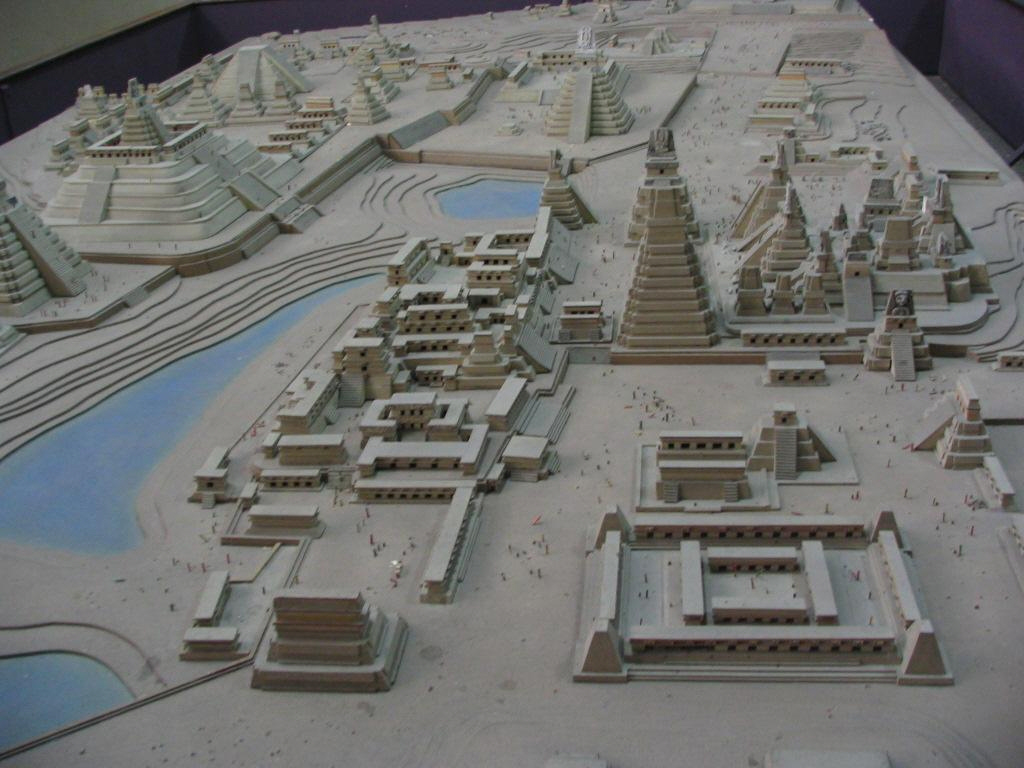
Tikal modellje
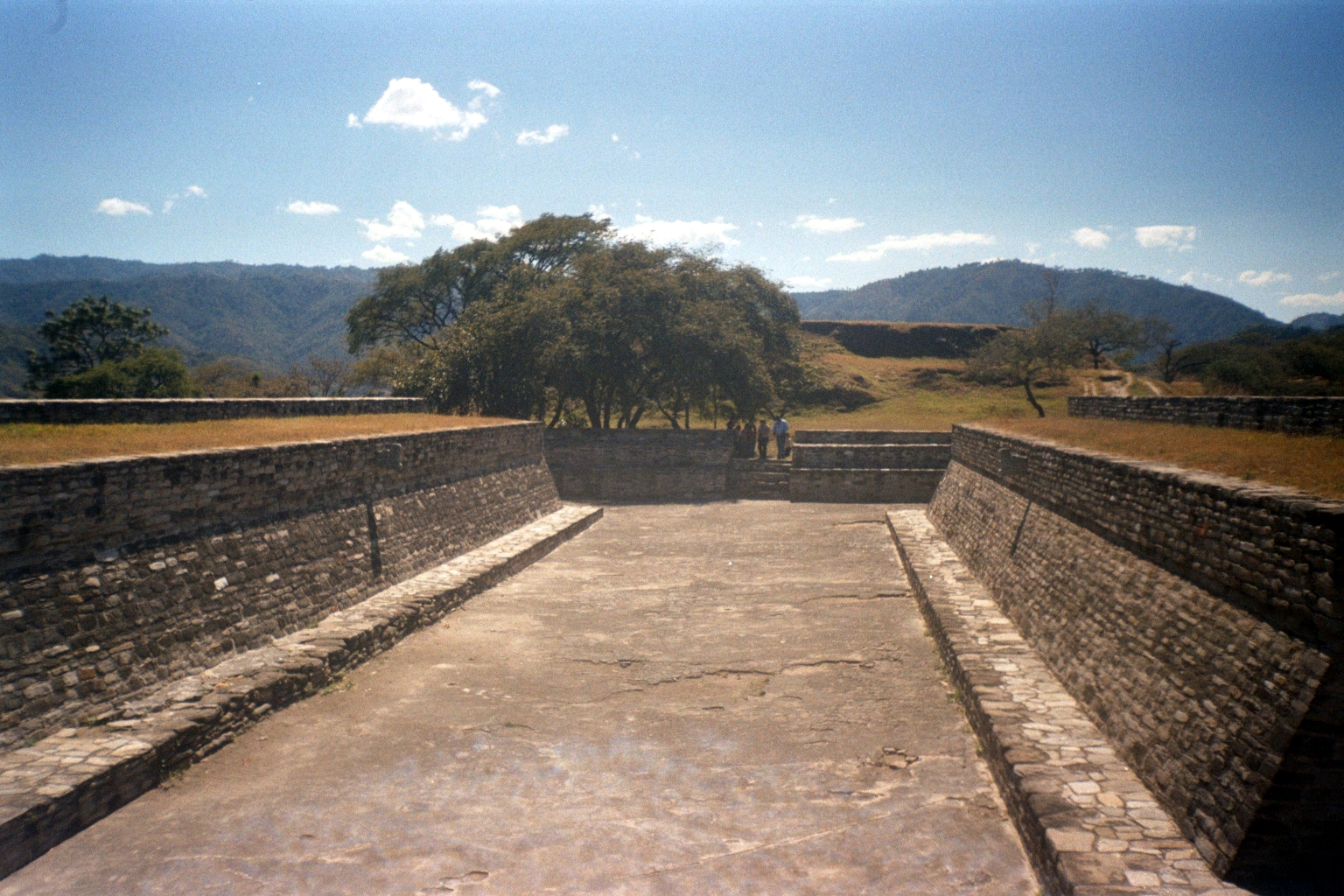
Mixco Viejo romjai
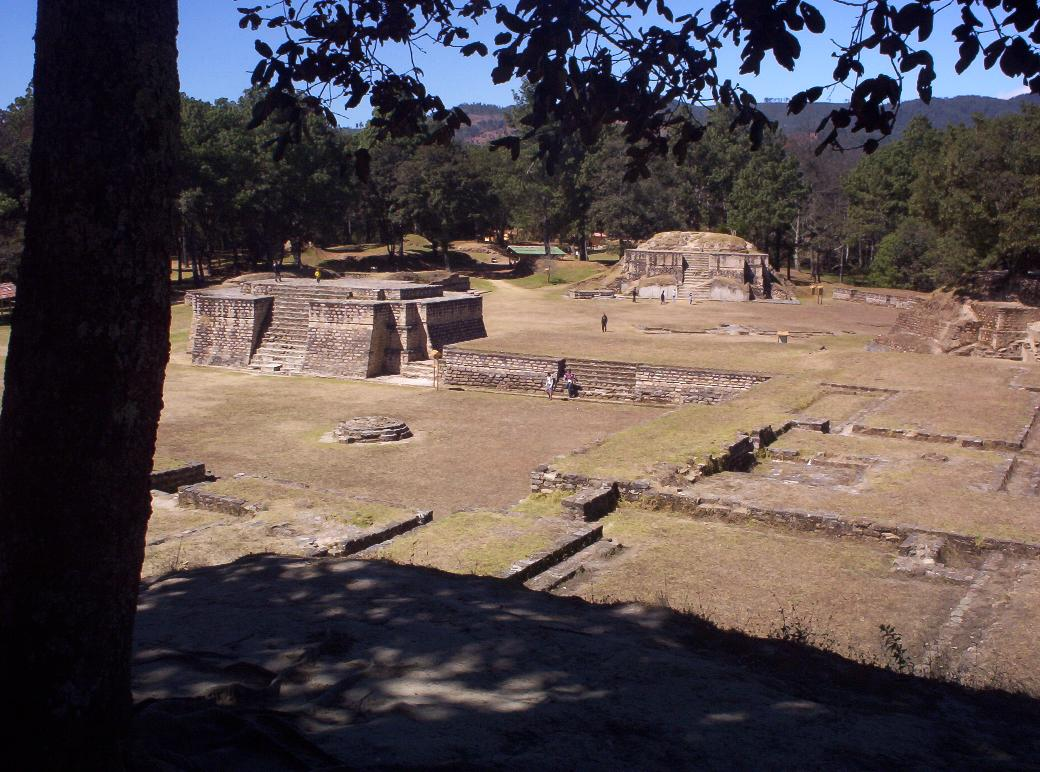
Iximche romjai
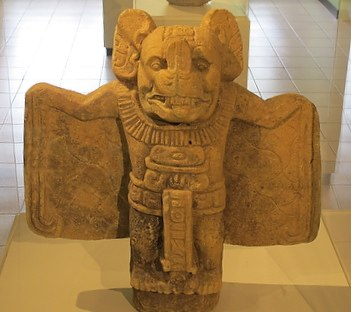
Maja istenszobor
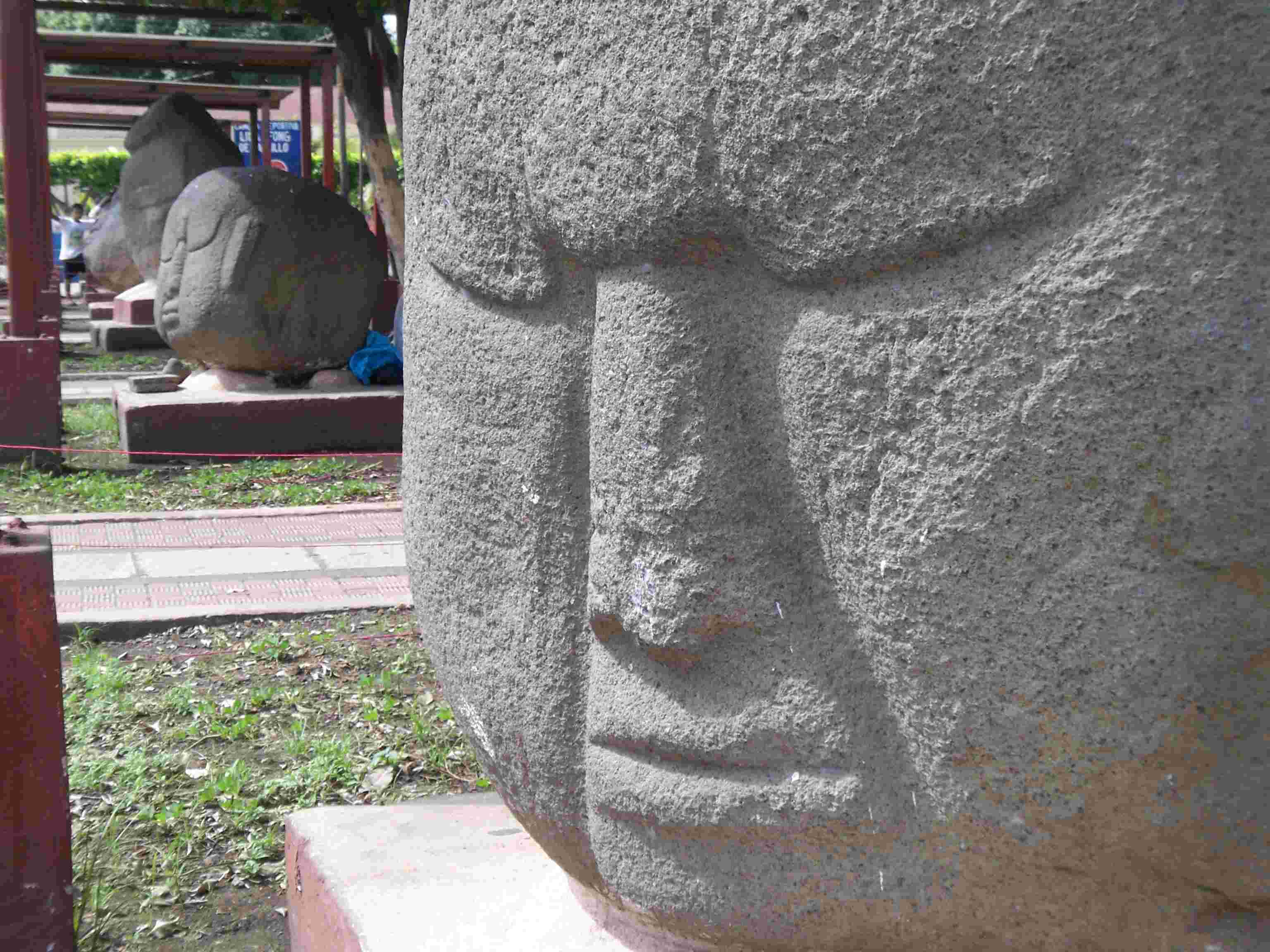
Olmék kőfejek, Monte Alto

### Kolumbusz előtt
Guatemalában az emberi jelenlét legrégibb bizonyítékai i. e. 10 000-re mennek vissza. A régészeti leletek szerint a korai guatemalai emberek vadász-gyűjtögető életmódot folytattak. Peténben és a csendes-óceáni parton talált virágpor-minták szerint i. e. 3500 körül kezdődött a kukoricatermesztés.
A régészek a Kolumbusz előtti Közép-Amerika történetét három szakaszra osztják: a preklasszikus kor i. e. 2000-től i.sz. 250-ig, a klasszikus kor 250-től 900-ig, a posztklasszikus kor 900-tól 1500-ig. Mostanáig a preklasszikus kort kunyhókban élő farmerek kis falvainak képzelték, kevés állandó épülettel, de a legújabb felfedezések nyomán változik a nézet, mert monumentális építményeket találtak. A mai El Mirador akkoriban messze a legnépesebb hely volt Amerikában. Itt volt az első politikailag szervezett állam Amerikában. 26 városa volt, amelyeket utak kötöttek össze. Ezek az utak világosan láthatóak a levegőből Közép-Amerika legbujább, érintetlen esőerdőiben.
A klasszikus korban virágzott a maja civilizáció. Ennek számtalan emléke van Guatemala-szerte, legnagyobb koncentrációban Petén megyében. Városokat építettek, független városállamok alakultak ki, kapcsolatba kerültek más közép-amerikai kultúrákkal.
Ez 900 körülig tartott, akkor a klasszikus maja civilizáció összeomlott. A maják legtöbb városukat elhagyták, vagy az aszály okozta éhínségben elpusztultak. Vitatott, hogy pontosan mi okozta a klasszikus maják pusztulását, de a legelterjedtebb az aszály elmélete, amire bizonyítékot szolgáltattak a tavak medrének vizsgálata, pollenvizsgálatok és egyéb kézzelfogható bizonyítékok. Az ismétlődő tartós aszályok időlegesen elsivatagosították a vidéket, megtizedelve a majákat, akik az esőre vártak.
A posztklasszikus időben helyi királyságok alakultak. Ezek a városok sok tekintetben megőrizték a maja kultúrát, de sohasem érték el a klasszikus kor városainak méretét vagy hatalmát.

### Gyarmati időszak

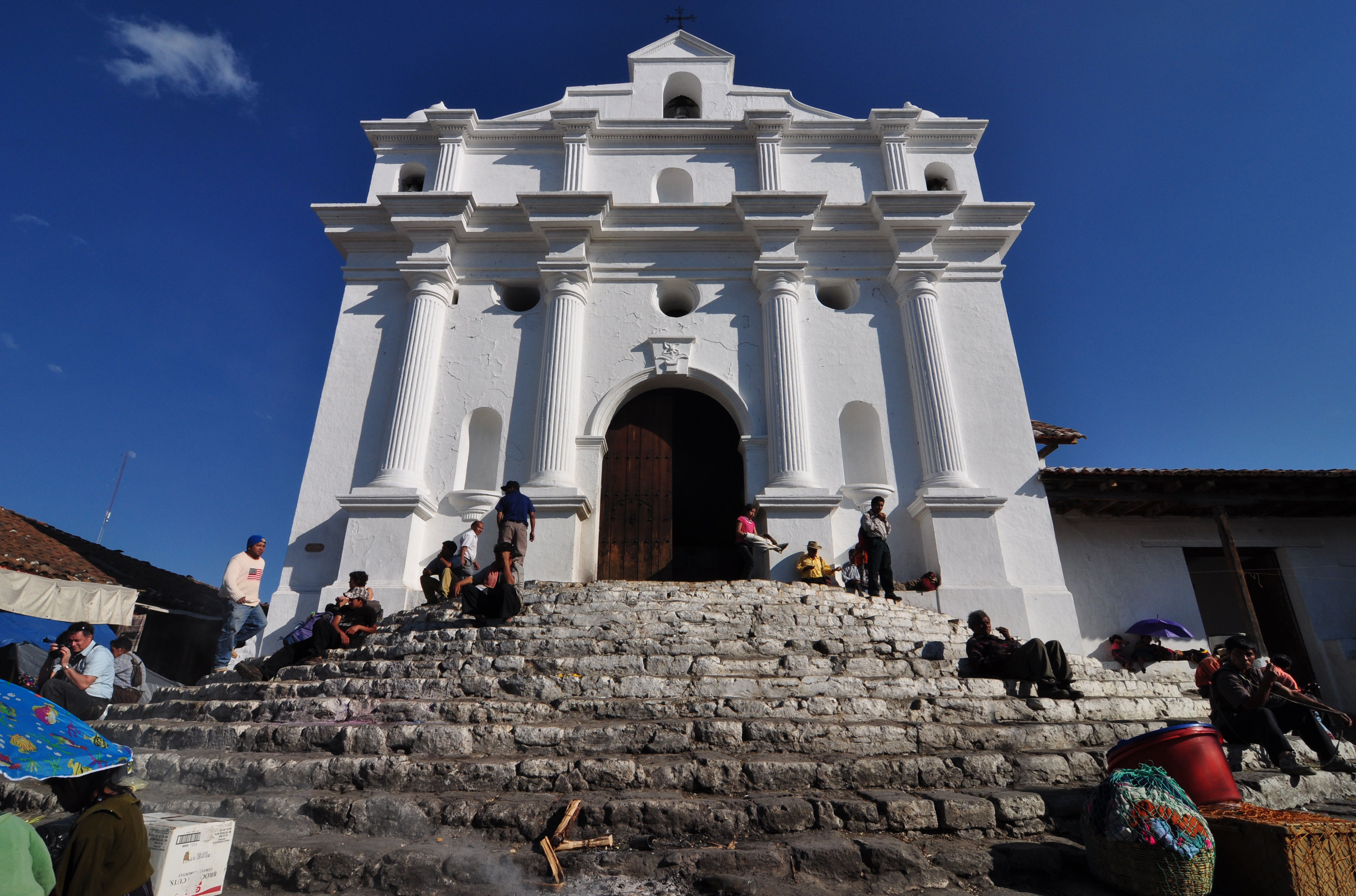
Iglesia de Santo Tomás, egy 1500-as években épült templom

Miután megérkeztek az Újvilágba, a spanyolok számos expedíciót indítottak Guatemalába 1518-tól kezdve. A spanyolokkal való érintkezés járványt váltott ki a bennszülött lakosság körében, ami megtizedelte őket. Mexikó spanyol meghódítója, Hernán Cortés felhatalmazta Gonzalo de Alvarado kapitányt és testvérét, Pedro de Alvaradót Guatemala meghódítására. Alvarado először szövetséget kötött a cakchiquel törzshöz tartozó indiánokkal, hogy segíti őket hagyományos ellenségük, a quiché indiánok ellen. Később Alvarado a cakchiquelek ellen fordult, és hamarosan kiterjesztette területükre a spanyol uralmat. A gyarmati időszakban Guatemala Új-Spanyolország (Mexikó) része volt, főkapitányságként (Capítania General de Guatemala). Kiterjedt a mai Mexikó Tabasco és Chiapas államaira, valamint Közép-Amerika országaira egészen Costa Ricáig. Ez a vidék nem volt gazdag ércekben (aranyban és ezüstben), mint Mexikó vagy Peru, ezért nem is volt olyan fontos. Fő termékei a cukornád, a kakaó, a növényekből és rovarokból kinyert kék festék, és az az épületfa volt, amelyet Spanyolországban templomok és paloták építésére használtak fel.

### Függetlenség és 19. század
1821. szeptember 15-én Guatemala főkapitányság (amelynek része volt Chiapas, Guatemala, El Salvador, Nicaragua, Costa Rica és Honduras) hivatalosan kinyilvánította függetlenségét Spanyolországtól és betagolódott a Mexikó Császárságba. Ez a régió a gyarmati időben formálisan Új-Spanyolországhoz tartozott, de a gyakorlatban külön kormányozták. Csak Chiapas nem szakadt el Mexikótól, amikor I. Ágoston császárt lemondásra kényszerítették.
Guatemala tartományaiból alakult a Közép-Amerikai Egyesült Államok (Federación de Estados Centroamericanos). Ez a szövetség az 1838-1840-es polgárháborúban felbomlott. A guatemalai Rafael Carrera volt a fő vezetője a szövetségi kormány elleni lázadásnak és az uniótól való elszakadásnak. Ekkoriban a felföldön fekvő Los Altos kikiáltotta függetlenségét Guatemalától, de Carrera elfoglalta azt. Ő dominálta a guatemalai politikát 1865-ig a konzervatívok, a nagy földbirtokosok és az egyház támogatásával.
Guatemalában „liberális forradalom” kezdődött 1871-ben Justo Rufino Barrios vezetésével, aki az ország modernizálásán dolgozott, megújította a kereskedelmet, új növények termesztését, új ipari termékek előállítását kezdeményezte. Ekkoriban a kávé lett Guatemala legfontosabb terméke. Barrios törekedett Közép-Amerika újraegyesítésére. Ezért sikertelen háborúba vitte országát, életét 1885-ben a csatamezőn vesztette el a Salvador elleni harcban.

### 1944-től
1944. október 20-án Francisco Javier Arana őrnagy és Jacobo Arbenz Guzmán százados puccsal eltávolította az addigi kormányt. A puccsban nagyjából 100 embert öltek meg. Katonai junta alakult, amelyet Arana, Arbenz és Jorge Toriello Garrido vezetett. Ők írták ki Guatemala első szabad választását, amin 84%-os többséggel a híres író és tanár, Juan José Arévalo Bermejo nyert, aki akkor már 14 éve Argentínában élt száműzetésben. Arévalo volt Guatemala első demokratikusan megválasztott elnöke, hivatali idejét pedig teljesen kitöltötte. Kereszténydemokrata politikát folytatott, eszménye az amerikai New Deal politika volt. A földbirtokosok és a felső osztály kommunistának tartotta.
Ekkoriban kezdődött a hidegháború az Amerikai Egyesült Államok és a Szovjetunió között, ami jelentékeny hatással volt Guatemala történetére. Az 1950-es évektől az 1990-es évekig az amerikai kormány közvetlenül támogatta a guatemalai hadsereget kiképzéssel, fegyverrel és pénzzel.
1954-ben Arévalo szabadon választott utódját, Jacobo Arbenzet az amerikai Központi Hírszerző Ügynökség (CIA) puccsal megdöntötte. Az új elnök Carlos Castillo Armas ezredes lett, aki 1957-ig maradt hatalmon, akkor saját testőrségének tagjai ölték meg.
A rákövetkező választáson Miguel Ydígoras Fuentes tábornok kezébe került az irányítás.

### Polgárháború (1960-1996)
1960. november 13-án polgárháború kezdődött, amikor baloldali fiatal katonatisztek egy csoportja sikertelen lázadást vezetett Ydigoras Fuentes tábornok kormánya ellen.
Ydígoras hozzájárult, hogy Guatemalában képezzenek ki 5000 Castro-ellenes kubait. Petén térségében repülőteret adott át számukra, ahonnan a sikertelen disznó-öböli akció indult 1961-ben. Ydígoras kormánya 1963-ban távozott a hatalomból, amikor a légierő megtámadott több laktanyát. A puccsot a védelmi miniszter, Enrique Peralta Azurdia vezette.

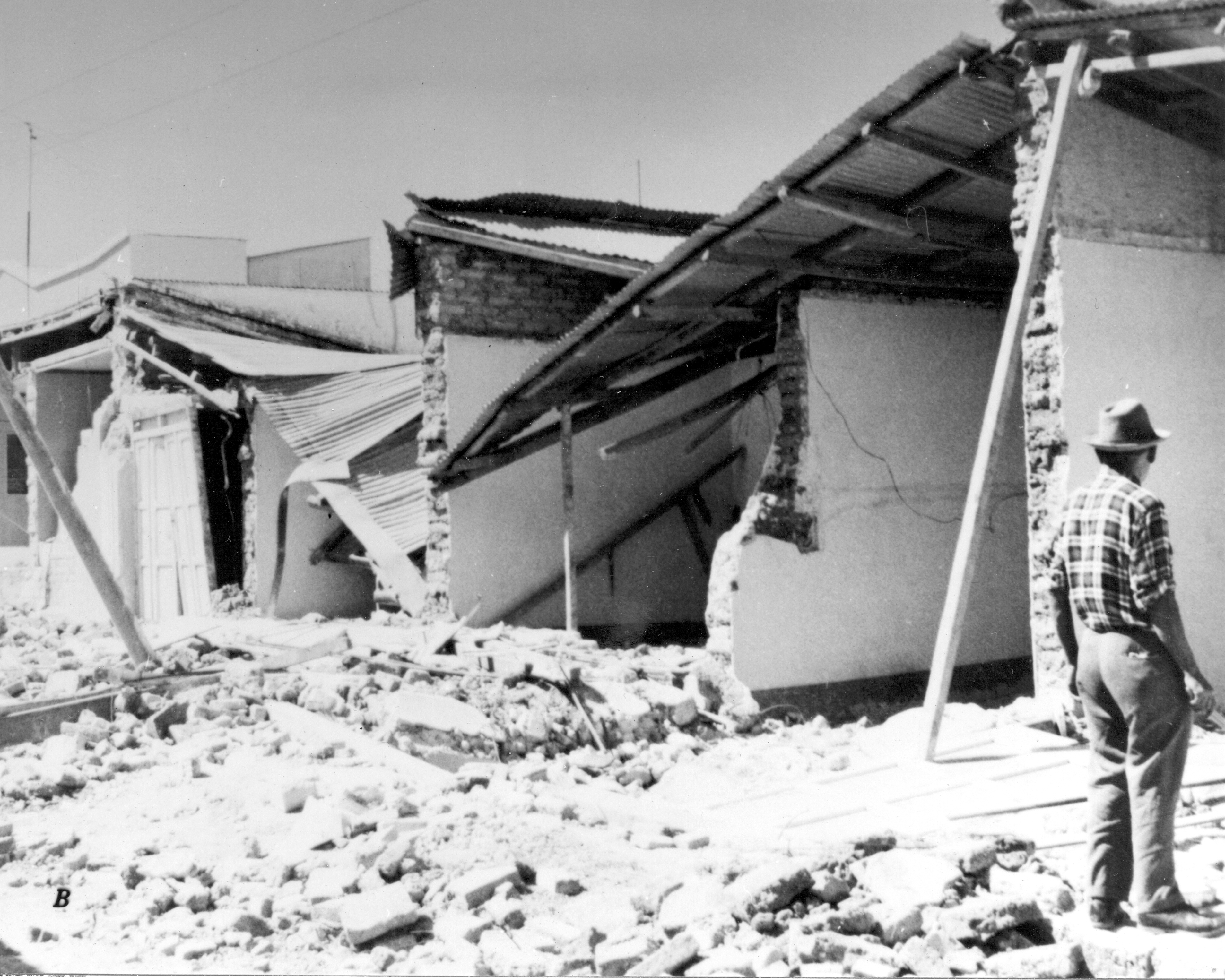
Az 1976-os földrengésben összedőlt házak a fővárosban

A hatvanas években jobboldali paramilitáris szervezetek alakultak, ilyen volt a „Fehér Kéz” (Mano Blanca) és az Antikommunista Titkos Hadsereg (Ejército Secreto Anticomunista). Ezek a szervezetek hozták létre a rossz hírű halálbrigádokat. Az Amerikai Egyesült Államok Hadseregének Különleges Csapatai (a zöldsapkások) kiképzőket küldtek Guatemalába, hogy az ottani hadsereget modern gerillaellenes erővé alakítsák át.
Mexikóból újabb gerillák érkeztek a nyugati felföldre 1972-ben. 1976. február 4-én erős földrengés döntött romba több várost és 25 000 halottat követelt. Az 1970-es években két új gerillaszervezet született, a Szegények Partizánhadserege (EGP) és a Felfegyverzett Nép Szervezete (ORPA). Az évtized végén tevékenységük erősödött, városi és vidéki gerillaharc alakult ki, főleg katonai létesítményeket támadtak és a hadsereg civil segítőit. 1979-ben az Amerikai Egyesült Államok elnöke, Jimmy Carter betiltott minden támogatást a guatemalai hadseregnek, mert az rendszeresen megsértette az emberi jogokat.
1980-ban kicse indiánok egy csoportja behatolt a spanyol nagykövetségre, tiltakozásul a hadsereg vidékükön folytatott tömeggyilkosságai ellen. A guatemalai kormány támadást indított az épület ellen. Az kigyulladt, majdnem mindenki meghalt, aki bent volt. A kormány állítása szerint az aktivisták gyújtották fel az épületet és áldozták fel magukat. A spanyol nagykövet szerint, aki túlélte a támadást, a guatemalai rendőrök szisztematikusan megöltek minden bent lévőt, és ők gyújtották fel az épületet, hogy leplezzék tettüket. Ezért a spanyol kormány megszakította a diplomáciai kapcsolatot Guatemalával. 1982-ben négy gerillaszervezet egyesült. Az egyesült szervezet a salvadori és a nicaraguai gerillamozgalom, valamint a kubai kormány befolyása alatt állt. Együttesen jóval erősebbekké váltak. Válaszként a hadsereg az egész országra kiterjesztette a felperzselt föld taktikáját. Több mint 45 000 guatemalai menekült Mexikóba. A mexikói kormány menekülttáborokat létesített Chiapas és Tabasco államokban.
Katonai kormányok sora után 1986-ban szabad választásokat tartottak, ahol a Kereszténydemokrata Párt jelöltje, Vinicio Cerezo Arévalo nyert. Rigoberta Menchú 1992-ben Nobel-békedíjat kapott, mert felhívta a nemzetközi közvélemény figyelmét a bennszülött lakosság ellen irányuló, a kormány által támogatott népirtásra.
A guatemalai polgárháború 1996-ban ért véget a gerillák és Álvaro Arzú elnök által kötött békével. A tárgyalások ENSZ-védnökséggel folytak, Norvégia és Spanyolország közvetítésével. Mindkét oldal jelentős eredményeket ért el. A gerillaharcosokat lefegyverezték, és földet kaptak. Az ENSZ által szponzorált megbékélési bizottság („Történeti Igazságtétel Bizottsága”) szerint az állam által támogatott paramilitáris erők követték el a háború alatt az emberi jogok megsértésének 93%-át. A háború első tíz évében az államilag támogatott terror (a guatemalai népirtás) fő áldozatai diákok, munkások, értelmiségiek és ellenzékiek voltak, de az utolsó években főleg vidéki maja farmerek ezrei és más, nem harcoló emberek estek áldozatul. Több mint 450 maja falut égettek fel, több mint egymillió ember kényszerült elhagyni lakhelyét. Bizonyos térségekben, mint például Baja Verapaz megyében, az igazságtételi bizottság szerint a guatemalai állam politikája a különböző etnikai csoportok elleni népirtás volt.

### A 20. század végétől
1999-ben Bill Clinton amerikai elnök kijelentette, hogy az Egyesült Államok hibázott, amikor támogatta azt a guatemalai hadsereget, amely brutálisan civileket gyilkolt.
A békeszerződés óta Guatemalában egymást követték a demokratikus választások, a legutolsó 2007-ben volt. A legutóbbi kormányok szabadkereskedelmi megállapodásokat írtak alá a többi közép-amerikai országgal, kétoldalú egyezményeket kötöttek Mexikóval és Panamával.
Guatemalában továbbra is igen magas a gyilkossági ráta, és rendkívül kevesen kapnak ezért büntetést.

## Politika és közigazgatás

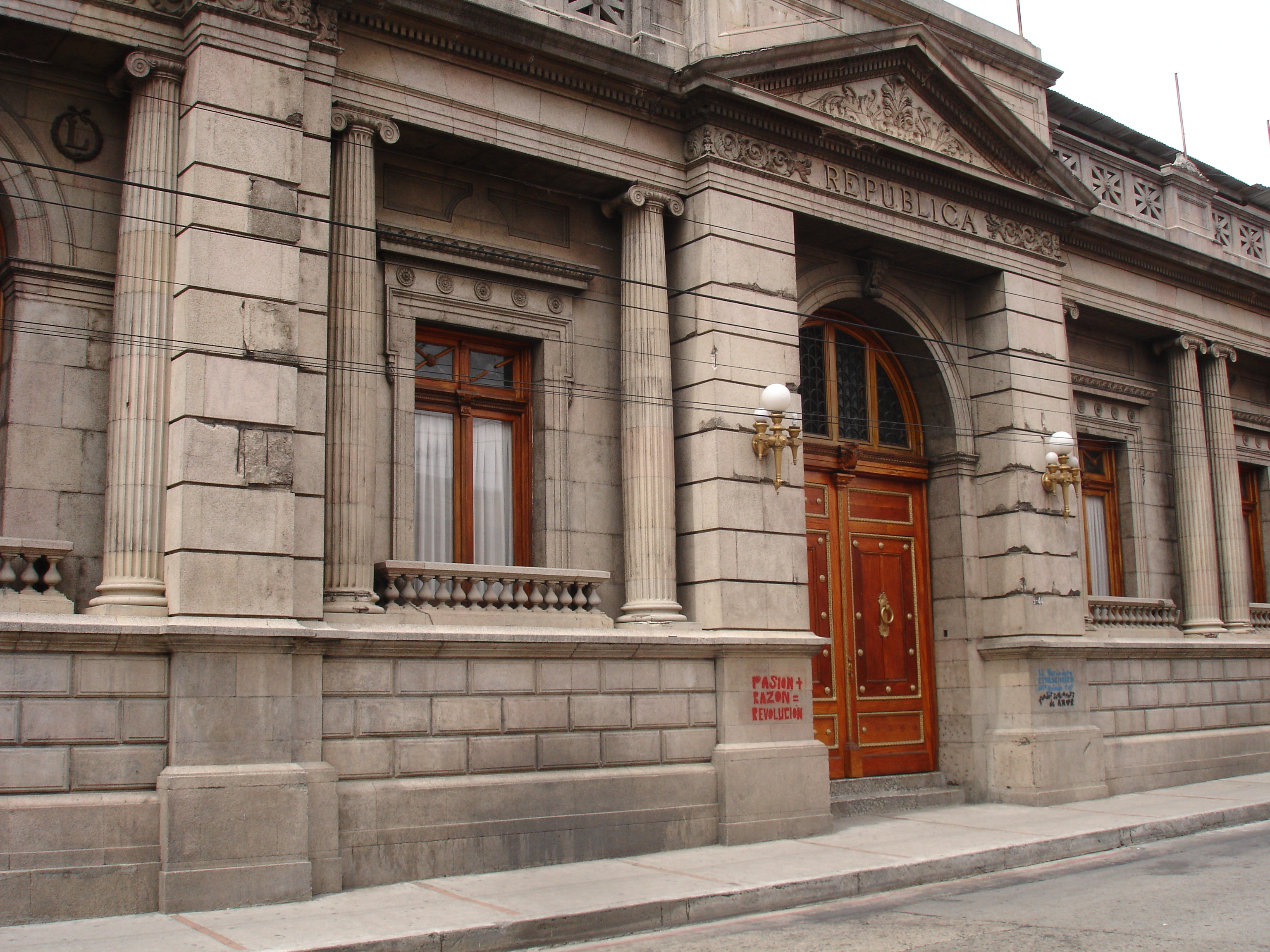
A Nemzeti Kongresszus (a törvényhozó testület) épülete, Guatemalaváros

### Alkotmány, államforma
Guatemala elnöki rendszerű köztársaság, ahol az elnök egyben állam- és kormányfő is. 2024-től Bernardo Arévalo az elnök.

### Törvényhozás, végrehajtás, igazságszolgáltatás
A végrehajtó hatalmat a kormány gyakorolja.
A törvényhozó hatalom a nemzeti kongresszus. Az egykamarás, 160 fős kongresszus tagjait négy évre választják.
Az igazságszolgáltatás papíron független a végrehajtó és a törvényhozó hatalomtól.

### Jogállamiság
A 2010-es években, több jobboldali vezető irányítása alatt, az ország az amúgy is súlyosan gyengélkedő demokráciától a diktatúra felé haladt. A problémák fokozódtak, különösen 2020 óta, amikor Alejandro Giammattei lett elnök. Például kormánykritikus újságírók kerültek börtönbe.
Az országban általában szabad választásokat tartanak, de a szervezett bűnözés és a korrupció erősen befolyásolja a kormány működését. Azok az újságírók vagy aktivisták és köztisztviselők, akik a bűnözéssel, a korrupcióval és más kényes kérdésekkel foglalkoznak, támadások és bírósági üldöztetés veszélyének vannak kitéve.
A választások többpártrendszerben zajlanak, ahol gyakran jönnek létre új pártok. A pártok pénzügyi szabályozásának nem megfelelő végrehajtása azonban lehetővé teszi egyes jelöltek és pártok számára, hogy hatalmas forrásokhoz férhessenek hozzá.
A 2023-as választási időszakban számos jelöltet önkényes okokból kizártak.  A választások során gyakori a választókkal szembeni verbális zaklatás és fizikai erőszak. A kampányfinanszírozási szabályozás gyenge és önkényes betartatása lehetővé tette az erőforrás-előnyök elferdülését, valamint a jelöltek speciális érdekek és szervezett bűnözői csoportok általi finanszírozását, torzítva az állampolgárok politikai döntéseit. Gyakori a szavazatok közvetlen megvásárlása és a közpénzek felhasználása a választások kimenetelének befolyásolására. Megfigyelők arról számoltak be, hogy fegyveres csoportok és bűnszervezetek próbálták befolyásolni a helyi versenyek eredményeit.
Az üzleti szféra soportjai továbbra is fontos befolyást gyakorolnak az összes kormányzati ág felett, és különféle közintézmények irányító testületeiben tevékenykednek. A szervezett bűnözői csoportok tevékenysége behatolt az állami intézményekbe.
Az Egyesült Államok (USA) kormánya korrupciós bűncselekmények miatt szankcionált több volt és jelenlegi (2023) guatemalai kormánytisztviselőt, köztük Porras főügyészt, valamint legalább 10 bírót és ügyészt.
Míg az alkotmány elvileg védi a szólásszabadságot, az újságírók cenzúráznak, amikor olyan kényes témákkal foglalkoznak, mint a kábítószer-kereskedelem, a korrupció, a szervezett bűnözés és az emberi jogok megsértése. Az állami tisztviselők, a rendőrség és a cégekhez kötődő egyének rendszeresen megfenyegetik a média dolgozóit.
A Freedom House 2024-ben a »részben szabad« kategóriába sorolta az országot.

### Közigazgatási beosztás
Az ország 22 megyére (departamentos) van felosztva, melyek a következők:

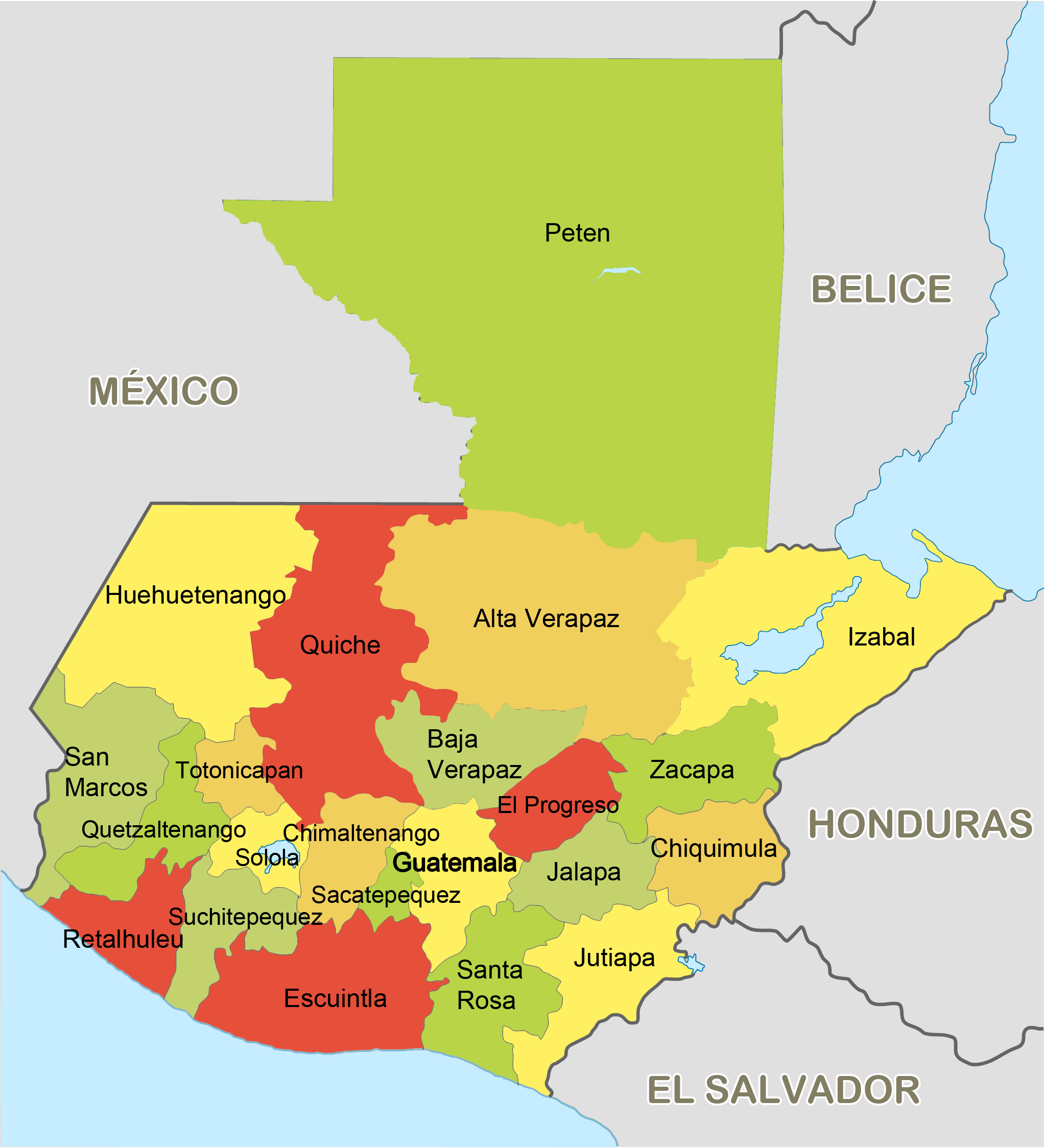
Guatemala

1. Petén
2. Huehuetenango
3. Quiché
4. Alta Verapaz
5. Izabal
6. San Marcos
7. Quetzaltenango
8. Totonicapán
9. Baja Verapaz
10. El Progreso
11. Zacapa
12. Sololá
13. Chimaltenango
14. Sacatepéquez
15. Guatemala
16. Jalapa
17. Chiquimula
18. Retalhuleu
19. Suchitepéquez
20. Escuintla
21. Santa Rosa
22. Jutiapa

## Népesség

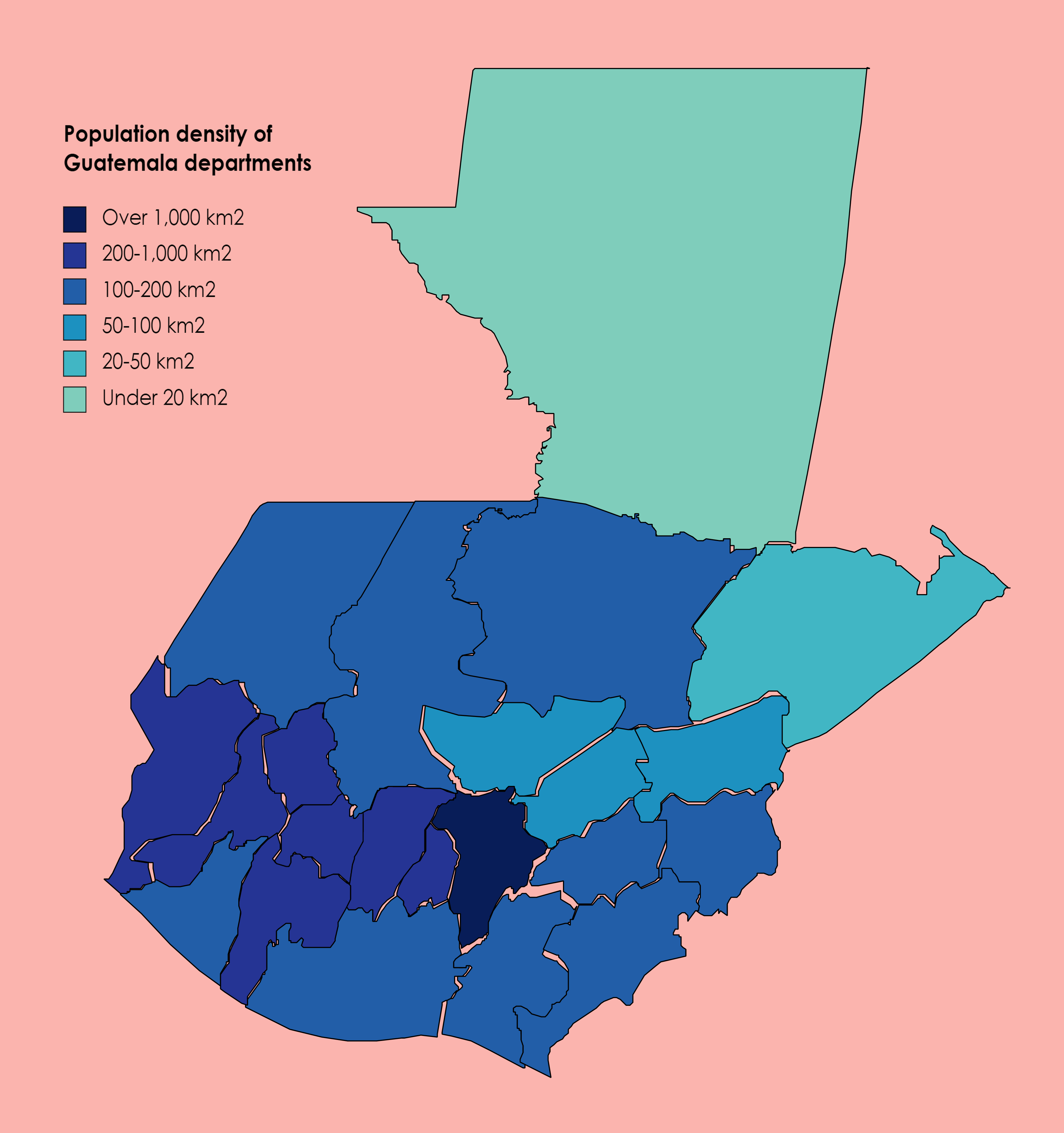
Guatemala népsűrűsége 2018-ban

Guatemala lakossága 2018-ban 17,2 millió fő. A lakosság túlnyomó többsége az ország déli felében lakik, különösen a hegyvidéki régiókban; ezen túl a lakosság mintegy fele vidéken él. 2020-ban a városi népesség a teljes népesség 51,8% -a.

### Népességének változása
| Lakosok száma | 4 140 636 | 4 864 495 | 5 719 315 | 6 668 975 | 7 731 210 | 8 890 329 | 10 214 623 | 11 765 738 | 13 648 307 | 17 263 239 |
|               | 1960      | 1966      | 1972      | 1978      | 1984      | 1990      | 1996       | 2002       | 2008       | 2018       |

### Nyelvi összetétel
Az országban a hivatalos nyelv a spanyol, de még különböző indián nyelvek is ismeretesek, használtak. 2011-ben a lakosság 11,0%-a beszélte a kicse, 8,3%-a a kekcsi, 7,8%-a a kakcsikel, 5,2%-a a mam és 0,8%-a a kanhobal nyelvet.

### Etnikai összetétel
Általánosságban elmondható, hogy a lakosság legnagyobb része indián (kb. 40%) és mesztic (kb. 40-45%). A maradék nagy része fehér. A fekete, mulatt és zambo népesség elenyésző arányt képvisel.
A népesség etnikai összetételéről igen eltérő adatok születtek:
- kb. 36-44%-a indián eredetű (elsősorban maja, vagy az egyik etnikai alcsoportjához tartozó),
- kb. 40-56%-a mesztic (indián-fehér keverék),
- a maradék: fehér, fekete, mulatt (afrikai-fehér keverék), zambo (afrikai-indián keverék), egyéb.

### Vallási összetétel
2010-es felmérés szerint a lakosság 47%-a római katolikus, közel 40%-a protestáns, a maradék egyéb (ateista, törzsi vallású stb.)

## Gazdasága

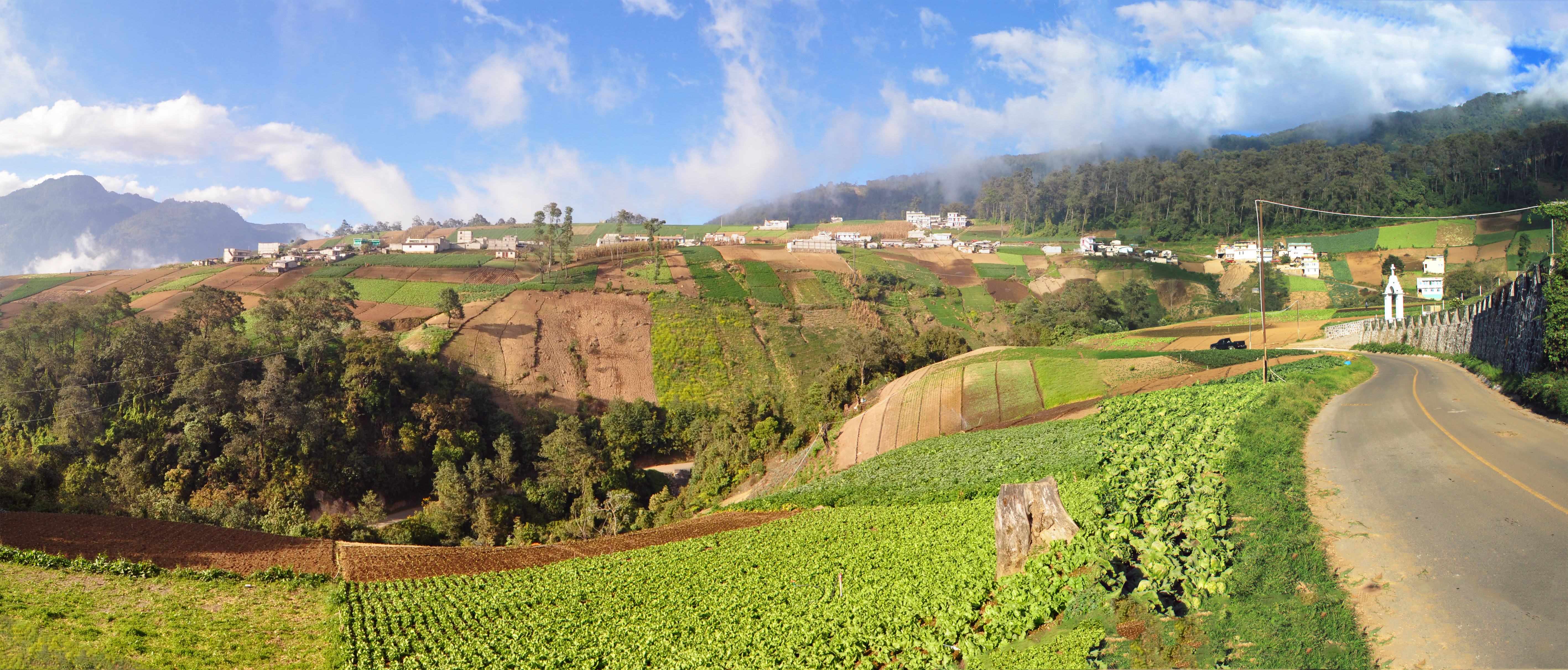
Quetzaltenango környéki mezőgazdasági táj

Gazdasága: agrárország. A főváros az ország egyetlen milliós agglomerációja, legjelentősebb ipari, kulturális, közlekedési és pénzügyi központja.
- A GDP (reál) növekedési üteme: 4% (2014-ben), 3,7% (2013-ban), 3% (2012-ben).
- A GDP összetétele 2014-ben, származási szektoronként: mezőgazdaság: 13,3%, ipar: 23,5%, szolgáltatások: 63,2%.
- A munkaerő foglalkozása (2017): mezőgazdaság: 31,4%, ipar: 12,8%, szolgáltatások: 55,8% .[20]

### Mezőgazdaság
Gazdaságának alapja a mezőgazdaság. Főbb termesztett növényei: cukornád, kukorica, banán, kávé, gyapot, bab, kardamom.

### Ipar
Ásványkincsei közül a nikkel, az ólom, a cink, az antimon az említésre méltóak.
Ásványkincsei (kőolaj, nikkel-, réz-, cinkérc) nagyrészt kiaknázatlanok. Ipara elsősorban a mezőgazdaság terményeit (kávé, cukornád, banán, gyapot) dolgozza fel. Jelentős még a textília és a ruhanemű előállítása, valamint a bútorgyártás, a gumifeldolgozás. Az országban a Hino és a Toyota gyárt gépjárműveket.

### Kereskedelem
Fő áruk:
- Exporttermékek: cukor, kávé, kőolaj, ruházat, banán, gyümölcs és zöldség, kardamom, drágakövek és fémek, villamos energia, rum (Ron Zacapa).
- Importtermékek: üzemanyag, gépek és szállítóeszközök, építőanyagok, gabona, műtrágyák, villamos energia, ásványi és vegyi termékek, műanyagok és ipari termékek.

Főbb kereskedelmi partnerek 2017-ben:
- Export:  USA 33,8%, El Salvador 11,1%, Honduras 8,8%, Nicaragua 5,1%, Mexikó 4,7%
- Import:  USA 39,8%, Kína 10,7%, Mexikó 10,7%, El Salvador 5,3%

### Az országra jellemző egyéb ágazatok
Az ország lakói közül sokan a trópusi fafajták kitermeléséből és a halászatból élnek. Jelentős a turizmus is.
Jelentős a kábítószercsempészet. Mexikó közelsége teszi Guatemalát a kábítószerek (különösen a kokain) fő tranzithelyévé.
Becslések szerint évente 1000 millió tonna kokaint csempésznek be az országba, elsősorban az amerikai piacnak szánva.
2016-ban a guatamalai kormány becslése szerint átlagosan 4500 hektár ópiummákot termesztettek.
A pénzmosás is komoly probléma.

#### Környezet
A szegény emberek egy része hulladéklerakókban „bányászik”, kutat értékes hulladékfajták után.

## Közlekedés
Az ország közlekedése fejletlen.

### Vasút
A vasúthálózat hossza 886 km. A vasúthálózat megléte ellenére 2007-ben az összes vasúti szolgáltatást 2007-ben felfüggesztették, és még a 2010-es évek végén sem közlekedik személy-, sem tehervonat az országban.

### Légi
2013-ban a repülőterek száma 291 volt; 2017-ben ebből burkolt pályájú tizenhat. Az országban néhány nemzetközi repülőtér is működik: Guatemalaváros mellett a La Aurora, valamint Quetzaltenango és Flores közelében is található egy-egy.

### Vízi
Fő tengeri kikötők:
- Puerto Quetzal
- Santo Tomás de Castilla

## Telekommunikáció
| Hívójel prefix | TD, TG |
| ITU zóna       | 11     |
| CQ zóna        | 7      |

## Kultúra

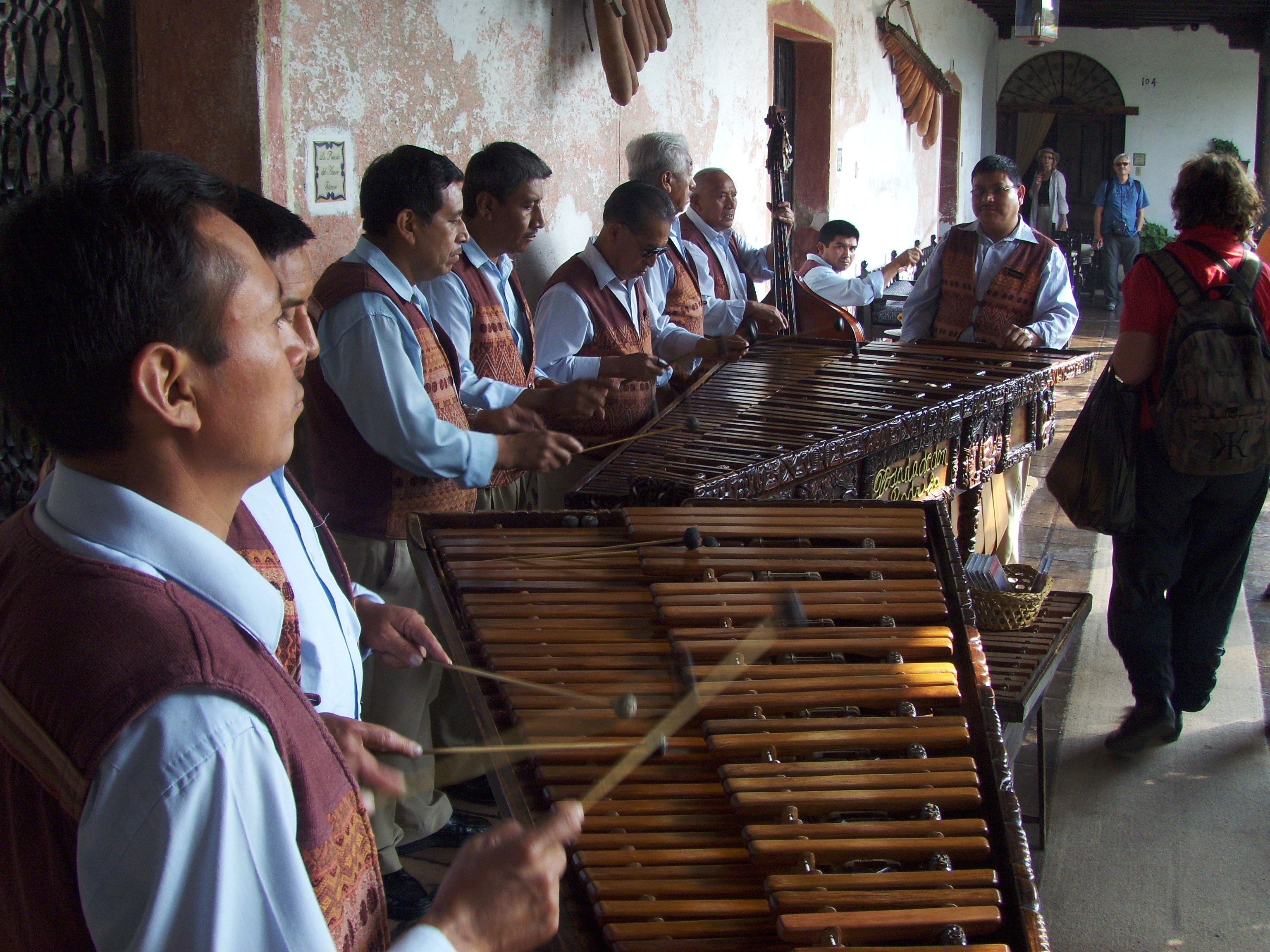
Marimbazenészek

### Oktatási rendszer
A főváros nyújt otthont az ország legrégebbi és legnagyobb egyetemének a Szent Károly Egyetemnek, melyet még 1676-ban alapítottak.

### Kulturális intézmények
Könyvtára az 1879-ben alapított Nemzeti Könyvtár, és az 1880 óta fennálló Nemzeti Levéltár. De a fővárosban található a legtöbb múzeum is: a Természettudományi Múzeum, Nemzeti Régészeti és Etnológiai Múzeum, Nemzeti Történelmi Múzeum, Modern Művészetek Múzeuma, Popol Vuh Múzeum, Népművészeti Múzeum is.

#### Kulturális világörökség
A mai Guatemala területén virágzott a maja civilizáció. A spanyol hódítás után a korai gyarmati korszakban is fontos központ volt ez a táj. Így a világ kulturális örökségéhez tartozik az UNESCO szerint:
- Antigua Guatemala – Guatemala korábbi fővárosa a gyarmati korból;
- Tikal Nemzeti Park – Maja romváros;
- Quiriguá maja régészeti parkja és romjai.
- Takalik Abaj

### Művészetek
- Építészet
- Képzőművészetek
- Irodalom
- Filmművészet

#### Zene
A nemzeti hangszer a marimba.
- Guatemalavárosban született a 2012-es Eurovíziós Dalfesztivál Dániát képviselő énekesnője, Soluna Samay.

### Illemtan - szokások
Egész Latin-Amerikában talán a guatemalai a leghivatalosabb nemzet. A guatemalai társasági és üzleti kultúra a tárgyszerű, de személyes jellegű kapcsolatokon alapul. A helyiek nem tekintik a munkát az élet leglényegesebb elemének, mégis szigorúan tartják magukat azokhoz a szabályokhoz, melyek e fontos területen érvényesek. A nők helyzete a hagyományosan férfiuralmi Guatemalában másodlagos, habár sokuknak van üzleti vállalkozásuk és így meglehetős személyes szabadsággal rendelkeznek.
A szokásos üdvözlési forma férfiak és nők között egyaránt a kézfogás. Ez általában nem erőteljes, de meglehetősen hosszan-tartó. A nők kézfogás helyett sokszor megveregetik egymás karját vagy vállát. Baráti viszonyban álló férfiak illetve nők esetenként megölelik és arcon csókolják egymást.
- A beszélgetőpartnerek szemkontaktust tartanak. Ennek elmulasztása őszintétlenséget, tiszteletlenséget mutat.
- Az alkudozást mindenhol elvárják, kivéve a nagyobb áruházakat.
- A guatemalaiak visszafogottan, halkan beszélnek. A hangoskodást nem szeretik és durvának, tiszteletlennek tartják.
- Vendégségbe illik kisebb ajándékot vinni (pl. bort, francia konyakot, édességet, virágot). Dicsérjük meg partnereinket, főleg jó-szándékú emberi magatartásuk végett.
- Ha vacsorameghívást kapunk, úgy készüljünk, hogy hétköznapokon este 11 óráig, hétvégén pedig éjfélig ott maradhassunk.
- Társalgás során kerüljük a faji kérdésekkel, a vallással, a politikával és a szexualitással kapcsolatos témákat. Ne emlegessük a violenciát sem, ami az országban régóta tartó és napjainkban is folytatódó politikai erőszakhullámot jelenti. Továbbá az emberi jogok firtatásába se bonyolódjunk bele. Ezzel szemben a család, a gyerekek és a munka megfelelő beszédtéma lehet.
- Ha egy kérdést egyszerre intézünk nőhöz és férfihoz, azt többnyire a férfi válaszolja meg. Ez főleg vidéken szokás. Ha a nővel kívánunk beszélgetni, azt ne a férfi jelenlétében tegyük.
- Tájékozódjunk az ország történelméről és kultúrájáról. Érdeklődésünk kedvező benyomást tesz, akárcsak az, hogy spanyolul próbálunk beszélni.
- Ne beszéljünk az USA-ról úgy, hogy Amerika, ez bántó az itteni lakosokra nézve, hiszen Guatemala is ugyanazon földrészen található.

### Gasztronómia
A fővárosban sokféle étterem áll a turisták rendelkezésére, vidéken egyszerű étkezdék, ún. comedorok vannak. A szokásos népi menü: leves (sopa), babos rizs csirkeaprólékkal (arroz con pollo). A kenyeret kukoricalepény (tortilla) helyettesíti.
Gyakori ételek: a különféle töltelékű tortilla (enchilada), sült-töltött tortilla (taco), zsíros masszából készült tortilla húsos-tojásos töltelékkel (tamal), káposztával töltött tortillatekercs (tamal russo), tortilla főtt marhahússal és csípős mártással (nacatamal), ropogósra sütött töltött tortilla (tostada) stb.

## Turizmus
Javasolt oltás a Guatemalába utazók számára:
- Hastífusz;
- Hepatitis A (magas a fertőzésveszély);
- Hepatitis B (közepes a fertőzésveszély);
- Veszettség.

Malária elleni gyógyszer (az ország északi részében nagy a fertőzés kockázata).
Kötelező oltás, ha fertőzött országból érkezik/országon át utazik valaki:
- Sárgaláz.

## Sport
- Bővebben: Guatemala az olimpiai játékokon
- Bővebben: Guatemalai labdarúgó-válogatott

## Ünnepek, népszokások
- Január 1. – Újév
- Szeptember 15. – Nemzeti ünnep – a függetlenség napja, 1821
- December 7. – Ördögégetés
- December 25. – Karácsony